# Список воспитанниц Смольного института благородных девиц
До революции в Смольном институте в Петербурге было 85 выпусков. В первый период своего существования выпуск осуществлялся раз в 3 года, а с 1862 года — ежегодно. Наиболее известными и знатными были институтки раннего периода существования института — при Екатерине II. Именно к этому периоду относится цикл портретов учениц Смолянки Левицкого. Не все институтки становились выпускницами. Лучшие ученицы награждались шифром с вензелем императрицы. Некоторые из девушек становились фрейлинами во дворце, однако это было связано не с успехами в учёбе, а с личными симпатиями Романовых и связями своих семей.

## Выпускницы[1]

### 1-й выпуск, 1776 год
| Номер | Портрет | Имя                                                        | Годы жизни        | Примечание |
| ----- | ------- | ---------------------------------------------------------- | ----------------- | --- |
| 1     |         | Алексеева (Буксгевден), Наталия Александровна              | 1758—1808         | Дочь полковника Александра Ивановича Алексеева и Агафии Васильевны Пущиной; была замужем за графом Ф. Ф. Буксгевденом, адъютантом князя Г. Г. Орлова, впоследствии военным губернатором в Петербурге и Риге, генералом от инфантерии, главнокомандующим в войне против Швеции.                                                                                               |
| 2     |         | Акчурина, Наталия Сергеевна                                |                   | Дочь обер-секретаря Правительствующего Сената Сергея Васильевича Акчурина. Пансионерка. |
| 3     |         | Алымова (Ржевская, Маскле), Глафира Ивановна               | 1758—1826         | Дочь отставного полковника л.-гв. Конного полка Ивана Акинфиевича Алымова; окончила с шифром; с 1776 года была фрейлиной; в 1777 году вышла замуж за А. А. Ржевского, затем за савойца Ипполита Петровича Маскле, переводившего на фр.яз. басни Крылова и Хемницера, впоследствии камергера и русского консула в Ницце. Была пожалована орденом Св. Екатерины малого креста. |
| 4     |         | Арбузова, Пелагея Никифоровна                              |                   | Дочь обер-секретаря Правительствующего Сената Н. Н. Арбузова. |
| 5     |         | Арсеньева (Цурикова), Евдокия Дмитриевна                   | 1750-е—после 1801 | Дочь генерал-майора Кавалергардского корпуса и первого Тульского губернского предводителя дворянства Дмитрия Васильевича Арсеньева и Прасковьи Александровны Кашперовой; была замужем за Орловским губернским предводителем дворянства Егором Лаврентьевичем Цуриковым. |
| 6     |         | Барыкова (Мельгунова), Екатерина Алексеевна                | 1757—1820         | Дочь колл. сов. Алексея Лаврентьевича Барыкова и его жены Прасковьи Ивановны. Замужем за Андреем Петровичем Мельгуновым (1741—1792) |
| 7     |         | Борщова (Мусина-Пушкина, фон дер Ховен), Наталья Семёновна | 1758—1843         | Окончила институт с золотой медалью, фрейлина великой княгини Марии Фёдоровны, кавалерственная дама ордена Св. Екатерины (малого креста) (15.04.1841). |
| 8     |         | Бутримова, Анастасия Ивановна                              |                   | Дочь прапорщика Тверского драгунского полка. |
| 9     |         | Вальдштейн (Апраксина), Мария Александровна, графиня       | 1758—1855         | Дочь графа Франца Иосифовича Вальдштейна и графини Дарьи Александровны Румянцовой; окончила с шифром; вышла замуж за генерал-майора И. А. Апраксина; в 1809 году была пожалована кавалерственной дамой ордена Св. Екатерины малого креста. |
| 10    |         | Вельяшева-Волынцова (Обольянинова), Мария Ивановна         | ум. 1825          | Дочь артиллерии асессора Ивана Андреевича Вельяшева-Волынцова, впоследствии инженер-генерал-майора, писателя, бывшего депутатом в комиссии для составления нового Уложения и преподавателем в Кадетском Корпусе, и Екатерины Николаевны Полуектовой-Волынцовой; была замужем за Петром Григорьевичем Обольяниновым.                                                          |
| 11    |         | Волкова, Пелагея Клементьевна                              |                   | Дочь адъютанта пограничного 4-го батальона Клементия Лукича Волкова. |
| 12    |         | Вяземская, Евдокия Григорьевна, княжна                     | 1758—1855         | Фрейлина императрицы Екатерины II. Желая посвятить себя Богу, тайно оставила двор, инсценировав свою смерть, и стала юродивой. Православная подвижница. |
| 13    |         | Глинская, Мария Фёдоровна,                                 |                   | Дочь Смоленского шляхтича Фёдора Елисеевича Глинского |
| 14    |         | Голицына (Алмазова), Мария Борисовна, княжна               | 1758—1847         | Дочь отставного секунд-майора князя Бориса Сергеевича Голицына и княжны Наталии Александровны Долгоруковой; вышла замуж за Богородицкого уездного предводителя дворянства бригадира Петра Николаевича Алмазова. |
| 15    |         | Голицына, Варвара Борисовна, княжна                        | 1756—1784         | Сестра предыдущей, была фрейлиной. |
| 16    |         | Дунина (Туркестанова), Афимья Алексеевна                   | 1758—1812         | Дочь поручика Алексея Алексеевича Дудина; была замужем за Василием Борисовичем Туркестановым (его 2-я жена). |
| 17    |         | Еропкина (Жеребцова), Анна Алексеевна                      | 1758—1825         | Дочь ДСС Алексея Михайловича Еропкина, окончила с шифром. Замужем за сенатором А. А. Жеребцовым. |
| 18    |         | Еропкина, Прасковья Алексеевна                             |                   | Дочь ДСС Алексея Михайловича Еропкина. |
| 19    |         | Есипова, Наталья Петровна                                  |                   | Дочь секунд-майора колл. сов. Петра Петровича Есипова. |
| 20    |         | Желтухина, Прасковья Васильевна                            |                   | Дочь подполковника Василия Степановича и Прасковьи Ивановны Желтухиных. |
| 21    |         | Жеребцова (Сверчкова), Елена Алексеевна                    | 1759—1841         | Дочь д.ст.сов. сенатора Алексея Григорьевича Жеребцова; была замужем за В. И. Сверчковым. |
| 22    |         | Зверева (Нелидова), Серафима Николаевна                    |                   | Дочь отст. майора Николая Васильевича Зверева, была замужем за Петром Нелидовым. |
| 23    |         | Изъединова, Фиона Андреевна                                |                   | Дочь комиссара Андрея Григорьевича Изъединова и Марфы Григорьевны. |
| 24    |         | Ланская (Мацнева), Варвара Дмитриевна (Мацнева)            | 1759—1817         | Дочь отставного капитана армии Дмитрия Артемьевича Ланского и Ульяны Яковлевны; была замужем за ст.советником Михаилом Михайловичем Мацневым. |
| 25    |         | Ласунская, Феодосия Анисимовна                             |                   | Дочь секунд-майора Петербургского пограничного 4-го батальона Анисима Фёдоровича Ласунского и Анны Петровны. |
| 26    |         | Левшина (Черкасская), Александра Петровна                  | 1757—1782         | Дочь премьер-майора Петра Ивановича Левшина и княжны Татьяны Ивановны Кольцовой-Масальской; окончила с шифром, была фрейлиной императрицы; в 1780 года вышла замуж за капитана Измайловского полка кн. Петра Александровича Черкасского. |
| 27    |         | Львова, Александра Петровна, княжна                        |                   | Дочь поручика. |
| 28    |         | Мансурова, Мария Александровна                             |                   | Дочь ротмистра л.-гв. Конного полка Александра Яковлевича Мансурова, впоследствии обер-коменданта в Казани, и Аграфены Ивановны Леонтьевой (сестра управляющего дворцовым хозяйством Царского Села А. Л. Леонтьева. |
| 29    |         | Мещерская, Мария Фёдоровна, княжна                         |                   | Дочь капитана, князя Фёдора Юрьевича Мещерского и княжны Прасковьи Платоновны Мещерской. |
| 30    |         | Мещерская, Анна Фёдоровна, княжна                          |                   | Сестра предыдущей |
| 31    |         | Молчанова (Олсуфьева), Екатерина Ивановна                  | 1758—1809         | Дочь подполковника Ивана Яковлевича Молчанова, воспитанница супруги обер-егермейстера Марии Павловны Нарышкиной, окончила с шифром; с 1776 года была фрейлиной Екатерины II; вышла замуж за генерал-майора Сергея Адамовича Олсуфьева. |
| 32    |         | Нелидова, Екатерина Ивановна                               | 1756—1839         | Камер-фрейлина, фаворитка Павла I |
| 33    |         | Нелюбова (Репнинская), Елизавета Васильевна                | ум. 1836          | Дочь майора, жена генерал-поручика Якова Николаевича Репнинского (ум. 1790). |
| 34    |         | Окунева (Урусова), Варвара Александровна                   |                   | Дочь премьер-майора Александра Гавриловича Окунева и Марии Фёдоровны. Замужем за князем Никитой Сергеевичем Урусовым. |
| 35    |         | Олсуфьева (Исленьева), Анастасия Павловна                  | ум. 1815          | Дочь полковника Павла Матвеевича Олсуфьева и Анастасии Алексеевны Жолобовой, была замужем за бригадиром Александром Васильевичем Исленьевым. |
| 36    |         | Павлова, Прасковья Васильевна                              |                   | Дочь капитана Василия Васильевича Павлова. |
| 37    |         | Панина, Анна Ивановна                                      |                   | Дочь капитана Ивана Александровича Панина. |
| 38    |         | Панина, Екатерина Васильевна                               |                   | Дочь колл. сов. Василия Алексеевича Панина и Надежды Андреевны Ладыженской. |
| 39    |         | Пассек, Варвара Петровна                                   | 1761—1787         | Дочь генерал-аншефа, действ. камергера, Белорусского генерал-губернатора Петра Богдановича Пассека и баронессы Наталии Исаевны Шафировой; была фрейлиной. |
| 40    |         | Потёмкина, Елизавета Дмитриевна                            |                   | Дочь ротмистра Дмитрия Степановича Потёмкина. |
| 41    |         | Потёмкина, Авдотья Дмитриевна                              |                   | сестра предыдущей. |
| 42    |         | Путятина (Пикарева), Елизавета Алексеевна, княжна          |                   | Дочь мануфактур-коллегии прокурора, князя Алексея Абрамовича Путятина и княгини Марии Степановны; была замужем за майором Михаилом Матвеевичем Пискарёвым. |
| 43    |         | Радванская (Трегубова), Екатерина Алексеевна               |                   | Дочь полковника Алексея Петровича Радванского, замужем за сенатором Николаем Яковлевичем Трегубовым. |
| 44    |         | Рубановская (Радищева), Елизавета Васильевна               | 1757—1797         | Дочь камер-фурьера, впоследствии СС, члена Главной дворцовой канцелярии Василия Кирилловича Рубановского; окончила с шифром; вышла замуж за писателя Александра Николаевича Радищева(его 2-я жена). |
| 45    |         | Рубановская, Дарья Васильевна                              | ум. 1783          | Дочь камер-фурьера, впоследствии СС Василия Кирилловича Рубановского, сестра предыдущей. |
| 46    |         | Свистунова, Анисья Матвеевна                               |                   | Дочь поручика галерных солдатских рот, впоследствии генерал-майора, Матвей Степанович Свистунова. |
| 47    |         | Симонова, Елизавета Дмитриевна                             |                   | Дочь камер-цальмейстера Дмитрия Александровича Симонова. |
| 48    |         | Тишина (Новосильцова), Варвара Ермолаевна                  | 1760—1815         | Дочь СС, члена Придворной Конторы Ермолая Васильевича Тишина; была замужем с 1779 года за майором Василием Александровичем Новосильцовым (1750—1825). |
| 49    |         | Уварова, Фиона Ивановна                                    |                   | Дочь сержанта Ивана Ильича Уварова. |
| 50    |         | Ушакова, Анна Ивановна                                     |                   | Дочь полковника Ивана Ивановича Ушакова. |
| 51    |         | Шереметева (Самсонова), Мария Петровна                     | 1760— ?           | Дочь лейб-гв. подпоручика Петра Владимировича Шереметева и княжны Татьяны Сергеевны Голицыной; была замужем за Самсоновым. |
| 52    |         | Щербатова (Поликарпова), Елизавета Павловна, княжна        | 1758—1822         | Дочь подполковника князя Павла Николаевича Щербатова и княгини Марии Фёдоровны Голицыной; была замужем за тайн.сов Александром Васильевичем Поликарповым, участником Турецкой войны, позднее Тверским губернатором, а затем сенатором. |
| 53    |         | Щербатова (Щербатова), Прасковья Михайловна, княжна        |                   | Дочь князя Михаила Михайловича Щербатова, историографа, почётного члена Академии Наук, и Наталии Ивановны Щербатовой; была замужем за генерал-поручиком кн. Феодором Павловичем Щербатовым. |
| 54    |         | Шишкина, Варвара Алексеевна                                |                   | Дочь генерал-провиантмейстера лейтенанта Алексея Семёновича Шишкина. |

### 2-й выпуск, 1779 год
| Номер | Портрет | Имя                                                            | Годы жизни | Примечание |
| ----- | ------- | -------------------------------------------------------------- | ---------- | --- |
| 1     |         | Алексеева (Клингер), Елизавета Александровна                   | 1761—1847  | Дочь полковника Александра Ивановича Алексеева и Агафии Васильевны Пущиной; окончила с шифром; была замужем за директором Шляхетского кадетского корпуса, генерал-лейтенантом, членом Сов. Воспит. Общ., писателем Фёдором Ивановичем Клингером. |
| 2     |         | Арсеньева, Варвара Ивановна                                    |            | Дочь отставного артиллерии поручика Ивана Михайловича Арсеньева. |
| 3     |         | Арабидзина, Анна Ивановна                                      |            | Пансионерка. |
| 4     |         | Бакунина, Пелагея Михайловна                                   | 1761—1820  | Дочь д. ст. сов., вице-президента Камер-коллегии Михаила Васильевича Бакунина и Любови Петровны Мышецкой; окончила с шифром. |
| 5     |         | Бешенцова, Варвара Ивановна                                    |            | Дочь надворн.советника Ивана Фёдоровича Бешенцова. |
| 6     |         | Богданова, Прасковья Ивановна                                  |            | Дочь поручика Ивана Яковлевича Богданова. Пансионерка. |
| 7     |         | Вельяшева-Волынцова, Прасковья Ивановна                        |            | Дочь артиллерии асессора, писателя Ивана Андреевича Вельяшева-Волынцова. |
| 8     |         | Верёвкина, Надежда Михайловна                                  |            | Дочь коллежского советника, впоследствии дсс, писателя Михаила Ивановича Верёвкина и его жены Елены Афанасьевны. |
| 9     |         | Вершницкая, Аграфена Гавриловна                                |            | Пансионерка. |
| 10    |         | Воейкова (Повало-Швейковская), Прасковья Семёновна             | 1762 — ?   | Дочь коллежского асессора Семёна Максимовича; была замужем за Василием Фёдоровичем Повало-Швейковским. |
| 11    |         | Волоцкая, Елизавета Семёновна                                  |            | Дочь капитана лейб-гвардии Преображенского полка Семёна Борисовича Волоцкого. |
| 12    |         | Воронцова, Татьяна Ивановна                                    |            | Дочь полковника, члена Вотчинной Коллегии Ивана Петровича Воронцова и Марфы Алексеевны. |
| 13    |         | Галафеева, Анна Евграфовна                                     |            | Дочь надворного советника Евграфа Фёдоровича Галафеева. |
| 14    |         | Глинская (Окулова), Татьяна Фёдоровна                          |            | Дочь смоленского шляхтича Фёдора Елисеевича Глинского; была фрейлиной двора, потом вышла замуж за Окулова. |
| 15    |         | Головина (Голицына), Наталия Николаевна, графиня               | 1765—1837  | Дочь камергера графа Николая Александровича Головина и Анастасии Степановны Лопухиной; была замужем за князем Яковом Александровичем Голицыным. |
| 16    |         | Грузинская, Мария Леоновна, княжна                             |            | Дочь гвардии майора, царевича Леона Бакаровича Грузинского и царевны Александры Яковлевны, рожд. княжны Сибирской. |
| 17    |         | Долгорукова (Бухвостова), Анастасия Ивановна, княжна           |            | Дочь секунд-майора князя Ивана Сергеевича Долгорукова и княгини Елены Николаевны Нестеровой; была замужем за Дмитрием Ивановичем Бухвостовым. |
| 18    |         | Долгорукова (Кожина), Екатерина Васильевна, княжна             |            | Дочь премьер-майора князя Василия Сергеевича Долгорукова и княгини Анастасии Ивановны, рожд. Ладыженской, внучки князя-кесаря Ромодановского; была замужем за Василием Ивановичем Кожиным. |
| 19    |         | Дурова, Татьяна Александровна                                  |            | Дочь коллежского асессора Александра Дмитриевича Дурова. |
| 20    |         | Дьякова (Капнист), Александра Алексеевна                       | 1759—1830  | Дочь полковника, впоследствии обер-прокурора Правительствующего Сената Алексея Афанасьевича Дьякова и Евдокии Петровны Мышецкой; была замужем за писателем Василием Васильевичем Капнистом; сестра 2-й жены поэта Державина. |
| 21    |         | Жеребцова (Чекалевская), Наталия Алексеевна                    |            | Дочь дтс, сенатора Алексея Григорьевича Жеребцова; была замужем за Чекалевским. |
| 22    |         | Замыцкая, Анна Николаевна                                      |            | Дочь поручика Николая Алексеевича Замыцкого и Татьяны Фёдоровны. |
| 23    |         | Комынина, Екатерина Михайловна                                 |            | Дочь гв. капитана Михаила Афанасьевича Комынина и Анны Александровны. |
| 24    |         | Кулябка, Мария Степановна                                      |            | Дочь бунчукового товарища Степана Григорьевича Кулябки и Ульяны Фёдоровны, рожд. Остроградской. Пансионерка. |
| 25    |         | Кулябка, Елизавета Степановна                                  |            | Сестра предыдущей. Пансионерка. |
| 26    |         | Лопухина, Анна Николаевна                                      | ум. 1812   | Дочь гвардии капитана Николая Александровича Лопухина и Анны Алексеевны Жеребцовой (впоследствии супруги дтс Я. Хитрово). Девица, жила в Серпуховской части города Москвы. В 1797 году за жестокое обращение с крепостным была заключена в Московский Вознесенский девичий монастырь. При поддержке Салтыкова и Обельянинова в 1800 году ей дарована была свобода, находилась под опекой. |
| 27    |         | Лупандина, Марфа Тимофеевна                                    |            | Дочь майора Тимофея Ивановича Лупандина. |
| 28    |         | Львова, Надежда Васильевна                                     |            | Дочь отставного поручика Василия Яковлевича Львова и Аграфены Никитичны; позднее была учительницей в Смольном институте. |
| 29    |         | Мышецкая, Александра Семёновна, княжна                         |            | Дочь секунд-майора. |
| 30    |         | Назарова, Прасковья Гавриловна, княжна                         |            | Дочь сержанта лейб-гвардии Семёновского полка, потом капитана Астраханского гарнизона, князя Гавриила Давыдовича Назарова. Пансионерка. |
| 31    |         | Неклюдова, Аграфена Васильевна                                 |            | Дочь капитана лейб-гвардии Преображенского полка, впоследствии Тверского губернского предводителя дворянства Василия Ивановича Неклюдова, и Евдокии Яковлевны, рожд. Фёдоровой. |
| 32    |         | Нелединская, Авдотья Андреевна                                 |            | Дочь отставного майора Андрея Фёдоровича Нелединского и Мавры Васильевны. |
| 33    |         | Новосильцева, Варвара Филипповна                               |            | Дочь надворного советника Филиппа Васильевича Новосильцева и Елизаветы Даниловны, рожд. княжны Друцкой. |
| 34    |         | Новосильцева (Вадбольская), Елена Филипповна                   |            | Сестра последней. Замужем за князем Петром Сергеевичем Вадбольским. |
| 35    |         | Путятина, Ольга Алексеевна, княжна                             |            | Дочь сс, мануфактур-коллегии прокурора, князя Алексея Никитича Путятина и княжны Анны Ивановн Мещерской. |
| 36    |         | Панценбитер, Елизавета Фёдоровна                               |            | Пансионерка. |
| 37    |         | Разумовская (Муравьёва), Наталия Васильевна                    | 1764—1844  | Дочь генерал-майора Василия Ивановича Разумовского и Александры Фёдоровны, рожд. графини Апраксиной; была замужем за дсс Муравьёвым. |
| 38    |         | Резанова, Авдотья Ивановна                                     |            | Дочь бригадира, впоследствии тайного советника Ивана Гавриловича Резанова и Анны Ивановны. |
| 39    |         | Римская-Корсакова, Александра Егоровна                         |            | Дочь отставного капитана Егора Семёновича Римского-Корсакова; была фрейлиной. |
| 40    |         | Ржевская (Кологривова, Урусова), Прасковья Степановна          | 1761—1814  | Дочь генерал-поручика Степана Матвеевича Ржевского и баронессы Софии Николаевны Строгановой; была замужем 1-м браком за генерал-майором Иваном Сергеевичем Кологривовым, а 2-м — за князем Никитою Сергеевичем Урусовым. |
| 41    |         | Ржевская (Голицына), Феодосия Степановна                       | 1760—1795  | Одна из лучших воспитанниц второго выпуска института, за успехи в учёбе была удостоена шифром императрицы. |
| 42    |         | Сенявина (Нарышкина), Мария Алексеевна                         | 1762—1822  | Дочь члена Государств. Адмиралтейств-Коллегии А. Н. Сенявина; с 1781 года была фрейлиной, потом вышла замуж за Александра Львовича Нарышкина, была статс-дамой и кавалерственной дамой ордена Св. Екатерины малого креста. |
| 43    |         | Скоропадская (Дунина-Барковская), Елизавета Яковлевна          |            | Дочь майора лейб-кирасирского полка Якова Михайловича Скоропадского и Евфросинии Осиповны, рожд. Закревской, племянницы графа Разумовского; была замужем за бунчуковым товарищем Павлом Михайловичем Дунин-Барковским. |
| 44    |         | Сумарокова, Анна Ивановна                                      |            | Дочь подполковника Ивана Петровича Сумарокова и Марии Ивановны. |
| 45    |         | Толбузина, Анна Никифоровна                                    |            | Дочь флота капитан-лейтенанта Никифора Васильевича Толбузина и Наталии Андреевны. |
| 46    |         | Толбузина, Прасковья Никифоровна                               |            | Дочь флота капитан-лейтенанта Никифора Васильевича Толбузина и Наталии Андреевны. |
| 47    |         | Толстая, Александра Фёдоровна                                  |            | Дочь отставного капитана Фёдора Ивановича Толстого и Анны Ивановны. |
| 48    |         | Толстая (Арсеньева), Мария Андреевна, графиня                  |            | Дочь дсс, графа Андрея Ивановича Толстого и княжны Александры Ивановны Щетининой; была замужем за Алексеем Ивановичем Арсеньевым. |
| 49    |         | Томара, Софья Степановна                                       |            | Дочь бунчукового товарища. Пансионерка. |
| 50    |         | Томара, Надежда Степановна                                     |            | Сестра предыдущей. Пансионерка. |
| 51    |         | Топильская, Варвара Петровна                                   |            | Дочь капитана лейб-гвардии Семёновского полка Петра Ивановича Топильского. |
| 52    |         | Трегубова, Анна Яковлевна                                      |            | Дочь коллежского советника Якова Алексеевича Трегубова. |
| 53    |         | Трегубова, Мария Яковлевна                                     |            | Дочь коллежского советника Якова Алексеевича Трегубова. |
| 54    |         | Ушакова, Мария Мироновна                                       |            | Дочь полкового обозного лейб-гвардии Семёновского полка Мирона Ивановича Ушакова и Анны Петровны. |
| 55    |         | Флоринская, Мария Павловна                                     |            | Дочь инженерного артиллерийского корпуса поручика Павла Андреевича Флоринского. Пансионерка. |
| 56    |         | Хованская (Нелединская-Мелецкая), Екатерина Николаевна, княжна | 1762—1813  | Дочь кригс-комиссара князя Николая Васильевича Хованского и кн. Марии Николаевны Щепотьевой; окончила с шифром; в 1786 году вышла замуж за поэта Ю. А. Нелединского-Мелецкого, статс-секретаря Императора Павла I, впоследствии сенатора и почётного опекуна. |
| 57    |         | Хрущова (Голицына), Александра Андреевна                       | 1758—1843  | Дочь премьер-майора Андрея Ивановича Хрущова и Натальи Семёновны, рожд. княжны Волконской; была замужем за майором князем Алексеем Ивановичем Голицыным. |
| 58    |         | Хрущова (фон Ломан), Екатерина Николаевна                      | 1761—1811  | Дочь отставного премьер-майора Николая Семёновича Хрущова и Прасковьи Михайловны, рожд. княжны Волконской; окончила с шифром; была замужем за полковником фон Ломан. |
| 59    |         | Черкасова (Пальменбах), Елизавета Александровна                | 1761—1832  | Дочь камергера и Государственной Медицинской Коллегии президента, барона Александра Ивановича Черкасова и принцессы Гедвиги Бирон; окончила с шифром, в 1781 году вышла замуж за Евстафия Ивановича Пальменбаха; была пожалована кавалерственной дамой; с 1797 по 1802 г. состояла начальницей Имп. Восп. Общества.                                                                       |
| 60    |         | Черкасова (Астафьева), Прасковья Петровна, баронесса           |            | Дочь отставного поручика л.-гв. Конного полка барона Петра Ивановича Черкасова и Елизаветы Николаевны Жеребцовой. Замужем за Петром Астафьевым. |
| 61    |         | Чичерина, Екатерина Васильевна                                 |            | Дочь майора Навагинского пехотного полка, впоследствии представителя Владимирского, а потом Тамбовского уездного суда, дсс Василия Петровича Чичерина и Евдокии Васильевны, рожд. Евреиновой. |
| 62    |         | Шишкина, Екатерина Алексеевна                                  |            | Дочь генерал-провиантмейстер-лейтенанта Алексея Семёновича Шишкина. |
| 63    |         | Щербатова, Анна Михайловна, княжна                             | ум. 1852   | Дочь князя Михаила Михайловича Щербатова, историографа, почётного члена Академии Наук. |

### 3-й выпуск, 1782 год
| Номер        | Портрет | Имя                                             | Годы жизни      | Примечание |
| ------------ | ------- | ----------------------------------------------- | --------------- | --- |
| 1            |         | Тухачевская, Ольга Фёдоровна                    |                 | дочь надворного советника Фёдора Петровича Тухачевского; окончила с шифром. |
| 2            |         | Аксакова (фон Шац), Варвара Николаевна          |                 | дочь коллежского советника, впоследствии Ярославского гражданского губернатора, действительного тайного советника, Николая Ивановича Аксакова; окончила с шифром; в 1782 г. была взята ко двору великого князя Павла Петровича, потом вышла замуж за ротмистра Кирасирского Ея Высочества полка, впоследствии статского советника Фёдора Фёдоровича фон Шац. |
| 3            |         | Шереметева, Анастасия (Настасья) Петровна       |                 | дочь гвардейского подпоручика Петра Владимировича и Татьяны Сергеевны; окончила с шифром |
| 4            |         | Мещерская, Прасковья Платоновна                 |                 | Княжна, дочь князя Платона Степановича Мещервского и Надежды Александровны, рожд. Овцыной; окончила с шифром; была замужем за князем Фёдором Юрьевичем Мещерским |
| 5            |         | Киреевская, Анна Михайловна                     |                 | дочь подполковника Михаила Васильевича Киреевского |
| 6            |         | Жукова, Екатерина Михайловна                    |                 | дочь коллежского советника Михаила Павловича Жукова; окончила с шифром. |
| 7            |         | Загоскина, Мария Григорьевна                    |                 | дочь отставного прапорщика Григория Степановича; окончила с шифром |
| 8            |         | Змеева, Мария Васильевна                        |                 | дочь прапорщика Василия Степановича Змеева |
| 9            |         | Шаховская, Мария Алексеевна                     | (?-1803)        | Княжна, дочь отставного гв. подпоручика князя Алексея Михайловича Шаховского и княгини Наталии Федосеевны, рожд. Елагиной; была замужем за Петром Михайловичем Бутурлиным. |
| 10           |         | Давыдова, Настасья Михайловна                   | (1764?-?)       | Княжна, дочь генерал-майора князя Михаила Михайловича Давыдова, в 1780-х он был губернатором в Тамбове. Происходила из грузинского княжеского рода. |
| 11           |         | Ивкова, Анна Васильевна                         | (р.1765)        | дочь артиллерии подполковника Василия Ивановича Ивкова |
| 12           |         | Полянская, Екатерина Андреевна                  |                 | дочь адмирала Андрея Ивановича Полянского; фрейлина |
| 13           |         | Мансурова, Александра Александровна             |                 | дочь ротмистра лейб-гвардии Конного полка Александра Яковлевича Мансурова и Аграфены Ивановны, рожд. Леонтьевой |
| 14           |         | Урусова, Елизавета Юрьевна                      |                 | Княжна, дочь подпоручика князя Юрия Васильевича Урусова |
| 15           |         | Жедринская, Варвара Егоровна                    |                 | дочь полковника Егора Михайловича Жедринского |
| 16           |         | Железная, Елизавета Ивановна                    |                 | дочь коллежского советника Ивана Петровича Железного |
| 17           |         | Балашова, Александра Дмитриевна                 | (1765—1847 гг.) | дочь действительного статского советника, впоследствии сенатора Дмитрия Ивановича Балашова |
| 18           |         | Барыкова (Философова), Пелагея Алексеевна       |                 | дочь статского советника Алексея Лаврентьевича Барыкова и Прасковьи Ивановны; была замужем за Новоладожским земским исправником инженер-капитаном Илларионом Никитичем Философовым. |
| 19           |         | Жохова, Наталья Гавриловна                      |                 | дочь прокурора Канцелярии конфискации Гавриила Фёдоровича Жохова |
| 20           |         | Ступишина, Мария Петровна                       |                 | дочь генерал-поручика Петра Алексеевича Ступишина |
| 21           |         | Замятнина, Пелагея Александровна                |                 | дочь генерал-майора Александра Гавриловича и Анны Александровны |
| 22           |         | Бахметева, Мария Николаевна                     |                 | дочь поручика Николая Ивановича Бахметева и Марии Ивановны, урожд. княжны Мышецкой |
| 23           |         | Болкунова, Александра Фёдоровна                 |                 | дочь коллежского асессора Фёдора Петровича Болкунова |
| 24           |         | Хованская (Арсеньева), Анна Александровна       | (1765—1832)     | Княжна, дочь гвардии капитана князя Александра Васильевича Хованского и княгини Анны Фёдоровны, урожд. графини Головиной; была замужем за Александром Ивановичем Арсеньевым. |
| 25           |         | Резанова, Екатерина Ивановна                    |                 | дочь . Ивана Гавриловича Резанова и Анны Ивановны |
| 26           |         | Рыдванская, Елизавета Фёдоровна                 |                 | дочь поручика Фёдора Николаевича Рыдванского и Натальи Григорьевны |
| 27           |         | Львова, Анна Васильевна                         |                 | дочь отставного поручика Василия Яковлевича Львова и Аграфены Никитичны |
| 28           |         | Лукина, Фиона Николаевна                        |                 | дочь Николая Фёдоровича Лукина и Ольги Петровны |
| 29           |         | Беклемишева, Ольга Александровна                |                 | дочь прапорщика Александра Васильевича Беклемишева |
| 30           |         | Сытина, Флена Александровна                     |                 | дочь колл.асс. Александра Кирилловича Сытина и Христины Ивановны |
| 31           |         | Богданова, Наталья Ивановна                     |                 | дочь поручика Ивана Яковлевича Богданова |
| 32           |         | Небольсина, Александра Никитична                |                 | дочь колл.асс. Никиты Михайловича Небольсина |
| 33           |         | Челищева, Екатерина Алексеевна                  |                 | дочь Алексея Богдановича Челищева и Варвары Ивановны, урожд. графини Гендриковой; была фрейлиной |
| 34           |         | Мошкова, Наталья Павловна                       |                 | дочь отставного капитана лейб-гвардии Преображенского полка. |
| 35           |         | Нарышкина, Мария Николаевна                     |                 | дочь полковника, впоследствии статского советника Николая Сергеевича Нарышкина и Анны Владимировны, урожд. Языковой. |
| 36           |         | Ратеева, Анна Николаевна                        |                 | Княжна, дочь подполковника Грузинского гусарского полка князя Николая Юрьевича Ратеева. |
| 37           |         | Лодыженская, Мария Николаевна                   |                 | дочь артиллерии капитана Николая Петровича Лодыженского |
| 38           |         | Изъединова, Анна Андреевна                      |                 | дочь комиссара Андрея Григорьевича Изъединова и Марфы Григорьевны. |
| 39           |         | Перфильева, Евдокия Яковлевна                   |                 | дочь обер-кригс-комиссара Якова Васильевича Перфильева и Александры Андреевны |
| 40           |         | Голубцова, Елизавета Николаевна                 |                 | дочь надворного советника Николая Фёдоровича Голубцова |
| 41           |         | Хрущова, Анна Андреевна                         |                 | дочь подполковника Андрея Ивановича Хрущова и Натальи Семёновны, урожд. княжны Волконской |
| 42           |         | Сигорская, Александра Ивановна                  |                 | дочь поручика Ивана Даниловича Сигорского |
| 43           |         | Столыпина (Бабичева), Евдокия Даниловна         |                 | дочь капитана Даниила Александровича Столыпина, убитого пугачёвцами в Краснослободске, и Екатерины Ивановны; была замужем за надворным советником Иваном Ивановичем Бабичевым |
| 44           |         | Вагнер, Варвара Алексеевна                      |                 | дочь подполковника Алексея Васильевича Вагнера. |
| 45           |         | Тутолмина, Олимпиада Васильевна                 |                 | дочь премьер-майора Василия Андреевича Тутолмина и Прасковьи Матвеевны. |
| 46           |         | Голицына (Нелюбова), Варвара Васильевна         | (1764—1828)     | Княжна дочь гвардии капитана, впоследствии Коломенского предводителя дворянства князя Василия Михайловича Голицына и Марии Алексеевны, урожд. Татищевой; была замужем за генерал-лейтенантом В. В. Нелюбовым. |
| 47           |         | Молчанова, Анна Николаевна                      |                 | дочь экзекутора Правительствующего Сената, впоследствии сенатора, Николая Андреевича Молчанова и Варвары Андреевны. |
| 48           |         | Давыдова, Екатерина Ивановны                    |                 | Княжна, дочь надворного советника Ивана Михайловича . |
| 49           |         | Козловская, Наталья Михайловна                  |                 | Княжна, дочь Михаила Семёновича Козловского и Марии Николаевны. |
| 50           |         | Грекова, Дарья Николаевна                       |                 | дочь инженер-подпоручика Николая Ивановича Грекова. |
| 51           |         | Апраксина (Колокольцева), Варвара Александровна | (1764—1830)     | Графиня, дочь отставного капитана лейб-гвардии Измайловского полка графа Александра Фёдоровича Апраксина и Наталии Ивановны, урожд. княжны Одоевской; была замужем за вице-адмиралом Иваном Михайловичем Колокольцевым. |
| 52           |         | Чичерина, Мария Васильевна                      | (1764—1830)     | дочь коллежского советника Василия Петровича Чичерина. |
| Пансионерки: |         |                                                 |                 | |
| 53           |         | Трубецкая (Гагарина), Прасковья Юрьевна         | (1762—1848)     | Княжна, дочь действительного тайного советника. В первом браке за Фёдором Сергеевичем Гагариным, во втором — за Петром Александровичем Кологривовым. |
| 54           |         | Шергина, Аграфена Егоровна                      |                 | дочь майора. |
| 55           |         | Дохтурова, Александра Сергеевна                 |                 | дочь поручика, потом капитана л.гв. Преображенского полка Сергея Петровича Дохтурова и Елизаветы Алексеевны, урожд. Коробьиной. |
| 56           |         | Лебядникова, Любовь Максимовна                  |                 | дочь генерал-кригс комиссара. |
| 57           |         | Мельгунова, Наталия Ермолаевна                  |                 | дочь колл.асс. Ермолая Исаевича Мельгунова и Пелагеи Фёдоровны. |
| 58           |         | Юшкова, Матрёна Алексеевна                      |                 | дочь подполковника Алексея Васильевича Юшкова. |
| 59           |         | Ирецкая, Мария Егоровна                         |                 | дочь контр-адмирала Егора Никифоровича Ирецкого. |
| 60           |         | Мещерская (Безобразова), Анна Ивановна          |                 | Княжна, дочь флигель-адъютанта князя Ивана Никаноровича Мещерского; была замужем за Сергеем Васильевичем Безобразовым. |
| 61           |         | Баскакова, Мария Васильевна                     |                 | дочь статского советника, бывшего депутата Комиссии о новом Уложении, вице-президента Канцелярии Опек. иностр. Василия Григорьевича Баскакова. |
| 62           |         | Баскакова, Александра Васильевна                |                 | сестра предыдущей. |

### 4-й выпуск, 1785 год
- 1. Княжна Мещерская, Анастасия Платоновна, дочь генерал-аншефа, правителя Малороссии, потом наместника Казанского, Пензенского, Симбирского и Вятского, позже при Императоре Павле I генерала от инфантерии и генерал-губернатора Казанского, князя Платона Степановича и Надежды Александровны, рожд. Овцыной; была замужем за князем Д. А. Тенишевым.
- 2. Ярцова, Анна Филипповна, дочь генерал-майора Филиппа Ивановича, воронежского вице-губернатора; была замужем за князем В. А. Урусовым.
- 3. Ярцова, Марфа Филипповна, сестра предыдущей.
- 4. Княжна Оболенская, Елизавета Ивановна (1767—1841), дочь подполковника князя Ивана Петровича и кн. Марии Алексеевны, рожд. Тараканова.
- 5. Балашова, Елизавета Дмитриевна, дочь д.ст.сов., Дмитрия Ивановича.
- 6. Волкова, Пелагея Алексндровна, дочь д.ст.сов., Александра Андреевича.
- 7. Кашкина, Евфимия Евгениевна (р. 20 окт.1767), дочь генерал-майора, Выборгского генерал-губернатора и наместника Калужского и Тульского, Евгения Петровича и Екатерины Ивановны, рожд. Сафоновой; была замужем за надворн.сов. Василием Ивановичем Шубиным.
- 8. Княжна Барятинская, Аграфена Николаевна (1768—1833), дочь надворн.сов. князя Николая Фёдоровича и кн. Евдокии Петровны.
- 9. Бланк, Екатерина Карловна, дочь колл.сов. Карла Ивановича и жены его, рожд. Струговщиковой, дочери одного из помощников Растрелли.
- 10. Турчанинова, Елизавета Петровна, дочь бригадира Петра Ивановича и Екатерины Ивановны.
- 11. Ляпунова, Софья Ефимовна, дочь конюшенного Двора Ея Императорского Величества, берейтора капитанского ранга Ефима Ляпунова.
- 12. Харламова, Александра Евстигнеевна, дочь д.ст.сов. Евстигнея Саввича.
- 13. Княжна Голицына, Елизавета Андреевна (1761—1813), дочь князя Андрея Михаиловича и княгини Анны Фаддеевны, рожд. Хитрово; была замужем за майором Александром Васильевичем Грушецким.
- 14. Княжна Голицына, Авдотья Андреевна, сестра предыдущей.
- 15. Перфильева, Екатерина Яковлевна, дочь бригадира Якова Васильевича и Александры Андреевны.
- 16. Сытина, Елизавета Александровна, дочь колл.асс. Александра Кирилловича и Христины Ивановны; окончила с шифром.
- 17. Графиня Толстая, Елизавета Андреевна, дочь д.ст.сов. графа Андрея Ивановича и графини Александры Ивановны, рожд. княжны Щетининой; была замужем за Александром Фёдоровичем Боборыкиным.
- 18. Княжна Оболенская, Екатерина Николаевна (р.1768), дочь премьер-майора князя Николая Петровича и кн. Марии Алексеевны, рожд. княжны Белосельской.
- 19. Львова, Надежда Васильевна, дочь отставного поручика Василия Яковлевича.
- 20. Олина, Мария Михайловна, дочь артиллерии капитана Михаила Яковлевича и Анны Семёновны.
- 21. Дунина, Фиона Алексеевна, дочь поручика Алексея Алексеевича и Евдокии Исаевны; окончила с шифром.
- 22. Маклакова, Надежда Андреевна, дочь поручика Андрея Матвеевича; окончила с шифром; была классной дамой в Имп. Восп. Общ.
- 23. Кашинцова, Екатерина Васильевна, дочь капитана Василия Алексеевича.
- 24. Шипова, Варвара Ивановна (р.1767), дочь бригадира Ивана Ивановича и Екатерины Николаевны.
- 25. Барыкова, Аграфена Ивановна, дочь тит.сов. Ивана Алексеевича.
- 26. Барыкова, Александра Ивановна, сестра предыдущей.
- 27. Дурова, Вера Александровна, дочь колл.асс. Александра Дмитриевича.
- 28. Соколова, Надежда Семёновна, дочь колл.асс. Семёна Ивановича[3].
- 29. Обрескова, Мария Васильевна, дочь гв. капит.-поруч. Василия Ивановича.
- 30. Сытина, Дарья Сергеевна, дочь отст. поручика Сергея Павловича и Марии Ивановны.
- 31. Княжнина, Анна Яковлевна, дочь капитана Якова Борисовича, писателя, секретаря Бецкого и Екатерины Александровны, рожд. Сумароковой (дочери писателя).
- 32. Кургановская, Екатерина Алексеевна, дочь бригадира Алексея Евдокимовича.
- 33 Княжна Друцкая, Варвара Андреевна, дочь майора князя Андрея Даниловича.
- 34. фон-Штрик, София-Елена, дочь капитана.

- 35. Безобразова, Аграфена Алексеевна (1766—1848), дочь гв.поручика Алексея Григорьевича Безобразова (1736—1803?) и Марии Яковлевны Засецкой; была замужем 1-м браком за Александром Филипповичем Пожарским (1752—1797?), а 2-м браком за тайн.сов. князем Иваном Михайловичем Долгоруковым.
- 36. Безобразова, Евдокия Алексеевна, сестра предыдущей.
- 37. Соколова, Анна Александровна, дочь колл.асс. Александра Ивановича.
- 38. Княжна Вяземская, Елизавета Семёновна, дочь колл.сов. князя Семёна Ивановича и княгини Надежды Фёдоровны.
- 39. Уварова, Александра Ивановна, дочь артиллерии сержанта Ивана Ильича.
- 40. Караулова Елизавета Петровна, дочь надворн.сов. Петра Андреевича.
- 41. Молчанова, Александра Николаевна, дочь ст. сов Николая Андреевича.
- 42. Кологривова, Анна Сергеевна, дочь полковника Сергея Петровича и Татьяны Григорьевны; была замужем за Богородским предводителем дворянства Николаем Ильичем Мухановым.
- 43. Есипова, Анна Васильевна, дочь капитана Василия Дмитриевича и Евдокии Дмитриевны.
- 44. Мягкова, Екатерина Васильевна, дочь д.ст.сов. Василия Филипповича.
- 45. Апраксина, Елизавета Михайловна — Графиня, дочь графа Михаиля Фёдоровича Апраксина.
- 46. Бибикова, Екатерина Юрьевна, дочь генерал-поручика Юрия Богдановича (1743—1812) и Анны Ивановны.
- 47. Молчанова, Анна Алекеевна, дочь надворн.сов. Алексея Петровича.
- 48. Воеводская, Феврония Григорьевна, дочь отставного ротмистра Смоленской шляхты Григория Даниловича и Февронии Ивановны, рожд. Краевской.
- 49. Гейкинг, Наталья Григорьевна, дочь подполковника Григория Гейкинга.
- 50. Опочинина, Надежда Александровна (р.1768), дочь флота капитан-лейтенанта Александра Ильича Опочинина.
- 51. Нефнева, Агафья Ивановна, дочь квартирмейстера Казанского кирасирского полка Ивана Фёдоровича.
- 52. Сухотина, Мария Николаевна, дочь капитана Николая Григорьевича и Анны Никифоровны, рожд. княжны Мещерской.
- 53. Павлова, Наталья Васильевна, дочь капитана Василия Васильевича.
- 54. Аксёнова, Елизавета Петровна, дочь поручика Архангелогородского карабинерного полка Петра Леонтьевича и Шарлотты Ивановны.
- 55. Пузыревская, Наталья Александровна, дочь премьер-майора Александра Николаевича и Татьяны Калистратовны.
- 56. Михина, Наталья Алексеевна, дочь надворн.сов. Алексея Ивановича.
- 57. Бакунина, Анна Михайловна, дочь д.ст.сов., вице-президента Камер-коллегии Михаила Васильевича и Любови Петровны, рожд. княжны Мышецкой;
- 58. Чебышёва, Наталья Александровна, дочь майора Александра Сергеевича и Натальи Фёдоровны.
- 59. Рыкачёва, Пелагея Марковна, дочь генерал-майора, потом тайн.сов. Марка Ивановича и Анны Даниловны, рожд. Опочининой.
- 60. Энгельгард, Александра Николаевна (?-1848), дочь Могилёвского губернатора, генерал-майора Николая Богдановича и Надежды Петровны, рожд. Бутурлиной; была замужем за военным министром генералом от инфантерии графом Сергеем Кузьмичем Вязмитиновым.
- 61. Шишкова, Надежда Михайловна, дочь секунд-майора Михаила Яковлевича.
- 62. Похвиснева, Александра Александровна, дочь прапорщика Александра Петровича.
- 63. Малыгина, Александра Ивановна, дочь отст. поручика Александра Ефимовича.
- 64. Копьева, Елена Александровна, дочь колл.асс. Александра Петровича.
- 65. Караулова, Анна Александровна, дочь отст. секунд-майора Александра Семёновича.
- 66. Бахметева, Анна Ивановна, дочь тит.сов. Ивана Ивановича (1683—1760).
- 67. Лебядникова, Екатерина Максимовна, дочь генерал-кригс комиссара Максима Борисовича.
- 68. Хитрово, Екатерина Алексеевна, дочь секунд-майора Алексея Васильевича Хитрово.
- 69. Вагнер, Анна Алексеевна, дочь подполковника Алексея Васильевича и Наталии Алексеевны.
- 70. фон-Шриппен, Агнеса-Юстина-Каролина Карловна, дочь секунд-майора.
- 71. Бегичева, Дарья Фёдоровна, дочь колл.сов. Фёдора Васильевича.
- 72. Рубановская, Екатерина Матвеевна, дочь капитана, потом бригадира л.-гв. Измайловского полка Матвея Корнильевича и Анастасии Тимофеевны.
- 73. Слатина, Пелагея Акимовна, дочь колл.сов. Акима Афанасьевича.
- 74. Долматова, Екатерина Потаповна, дочь премьер-майора Тобольского пехотного полка Потапа Тихоновича.
- 75. Батурина, Марья Алексеевна, дочь поручика Алексея Ивановича.
- 76. Обрютина, Александра Антоновна, дочь отст. секунд-майора Антона Антоновича и Елизаветы Харитоновны.
- Пансионерки:
- 77. Богданова, Анна Ивановна, дочь поручика Ивана Яковлевича и Наталии Сергеевны; окончила с шифром.
- 78. Дьячкова, Олимпиада Васильевна, дочь подполковника Василия Васильевича.
- 79. Мишукова, Анна Андреевна, дочь отст. майора Андрея Захарьевича.
- 80. Черешникова, Варвара Григорьевна, дочь генерал-майора Григория Ивановича.
- 81. Черешникова, Александра Григорьевна, сестра предыдущей.
- 82. Баронесса фон-Платто, Каролина, дочь майора Венгерского гусарского полка.
- 83. Обрескова, Екатерина Алексеевна (1766—1851), дочь д.тайн.сов., известного дипломата при Имп. Екатерине II, посла в Константинополе и сенатора Алексея Михайловича; окончила с шифром и была фрейлиной Ея Величества.
- 84. Салтыкова, Мария Александровна, дочь конференц-секретаря Академии Художеств Александра Михайловича и Марии Сергеевны (дочери С. С. Волчкова), (во 2-м браке за генералом П. Б. Пассек.
- 85. Салтыкова, Екатерина Александровна, сестра предыдущей; была замужем за Василием Николаевичем Чичериным.
- 86. Бем, Евва-Юлиана, дочь колл.асс..
- 87. Бем, Евва-Магдалена, сестра предыдущей.

- 88. Смирнова, Евгения Сергеевна (в замужестве Долгорукова) (1770—1804) — дочь поручика, убитого Пугачёвым, и Авдотьи Сергеевны, воспитанницы Вел. Княгини Натальи Алексеевны; окончила с шифром; была взята ко двору Вел. Кн. Марии Фёдоровны; в 1787 г. вышла замуж за поэта и писателя, впоследствии Пензенского и Владимирского губернатора, князя Ивана Михайловича Долгорукова (его первая жена).
- 89. Маврокордато ??? — гречанка, княгиня из рода Маврокордато; была взята ко двору Её Величества

### 5-й выпуск, 1788 год
- 1. Ашиткова, Клеопатра Семёновна, дочь ст. сов Семёна Ивановича и Марии Григорьевны, рожд. Бордаковой.
- 2. Графиня Апраксина, София Александровна (?-1822), дочь отставного капитана л.-гв. Измайловского полка графа Александра Фёдоровича и гр. Наталии Ивановны, рожд. княжны Одоевской; была замужем за поручиком Иваном Семёновичем Аничковым.
- 3. Адамович, Наталия Богдановна, дочь надворн.сов. Богдана Петровича.
- 4. Балашова, Прасковья Дмитриевна, дочь ст. сов, впоследствии председателя Гражданской Палаты в Смоленске, обер-прокурора Сената и сенатора Дмитрия Ивановича.
- 5. Бибикова, Екатерина Васильевна, дочь полковника Василия Фёдоровича.
- 6. Байкова, Екатерина Сергеевна, дочь полковника Сергея Ивановича.
- 7. Биркина, Елизавета Фёдоровна, дочь колл.асс. Фёдора Ивановича и Дарьи Борисовны.
- 8. Борноволокова, Анастасия Ивановна, дочь артиллерии поручика Ивана Михайловича.
- 9. Барыкова, Анна Ивановна, дочь тит.сов. Ивана Алексеевича.
- 10. Бегичева, Евдокия Фёдоровна, дочь колл.сов. Фёдора Васильевича.
- 11. Княжна Барятинская, Екатерина Сергеевна, дочь поручика князя Сергея Фёдоровича и княгини Марии Александровны, рожд. Хитрово; в 1797 г. вышла замуж за полковника князя Сергея Николаевича Голицына (его 2-я жена).
- 12. Княжна Волконская, Анна Алексеевна, дочь отст. прапорщика князя Алексея Степановича и княгини Екатерины Никитичны, рожд. Редкиной.
- 13. Волкова, Александра Николаевна, дочь ст. сов Алексея Степановича.
- 14. Вырубова, Александра Петровна, дочь отст. ротмистра Петра Петровича.
- 15. Волкова, Анна Алексеевна, дочь ст. сов Алексея Степановича.
- 16. Княжна Друцкая-Соколинская, Елизавета Александровна (р.1772), дочь отставного гв. капит.-поруч. князя Александра Степановича и княгини Веры Ивановны, рожд. Палибиной; была замужем за Петром Васильевичем Вонлярлярским.
- 17. Железная, Екатерина Ивановна, дочь надворн.сов. Ивана Петровича; окончила с шифром.
- 18. Измайлова, Анна Алексеевна, дочь секунд-майора Алексея Петровича и Анны Андреевны; окончила с шифром.
- 19. Коптева, Евгения Кузьминишна, дочь колл.секр.
- 20. Кайгородова, Екатерина Никифоровна, дочь колл.асс..
- 21. Голенищева-Кутузова, Любовь Алексеевна, дочь отст. надворн.сов. Алексея Кирьяковича.
- 22. Кареева, Надежда Борисовна, дочь артиллерии поручика Бориса Алексеевича.
- 23. Киреева, Варвара Александровна, дочь отст. поручика Александра Григорьевича.
- 24. Кологривова, Прасковья Семёновна, дочь подпоручика Семёна Ивановича.
- 25. Караулова, Елизавета Александровна, дочь отст. секунд-майора Александра Семёновича.
- 26. Кикина, Александра Андреевна (р.1770), дочь секунд-майора Андрея Ивановича и Марии Фёдоровны, рожд. Ермоловой.
- 27. Лутовинова, Анна Леонтьевна, дочь премьер-майора Леонтия Осиповича и Надежды Николаевны; окончила с шифром.
- 28. Лунина, Екатерина Афанасьевна, дочь отст. поручика Афанасия Никифоровича.
- 29. Лачинова, Ольга Михайловна, дочь прапорщика л.гв. Семёновского полка Михаила Григорьевича и Марии Сергеевны; окончила с шифром.
- 30. Лодыгина, Александра Степановна, дочь ротмистра Степана Петровича.
- 31. Ламанова, Елизавета Львовна, дочь капитана Льва Фёдоровича.
- 32. Ляпунова, Прасковья Петровна, дочь капитана Петра Николаевича и Прасковьи Никитичны.
- 33. Лихарева, Варвара Кононовна, дочь отст. подпоручика Конона Петровича.
- 34. Львова, Мария Васильевна, дочь отставного поручика Василия Яковлевича и Аграфены Никитичны.
- 35. Маврина, Мария Савишна, дочь полковника Саввы Ивановича; окончила с шифром.
- 36. Майкова, Варвара Васильевна, дочь бригадира, писателя Василия Ивановича и Екатерины Васильевны, рожд. Мельгуновой.
- 37. Графиня Миних, Екатерина Антоновна, дочь отст. ротмистра л.-гв. Конного полка графа Антона Сергеевича и гр. Веры Николаевны, рожд. Чоглоковой; была замужем за графом д´Оллонвиль.
- 38. Графиня Миних, Мария Антоновна, сестра предыдущей; была замужем за бароном Карлом Павловичем Розен.
- 39. Немтинова, Елена Дмитриевна, дочь дворянина Дмитрия Андреевича.
- 40. Овцына, Екатерина Николаевна, дочь отст. ротмистра Николая Фёдоровича и Анастасии Фёдоровны.
- 41. Окулова, Аграфена Матвеевна, дочь обер-провиантмейстера Матвея Герасимовича.
- 42. Опочинина, Елизавета Васильевна, дочь секунд-майора Василия Тихоновича и Марии Яковлевны.
- 43. Полетика, Анна Ивновна, дочь пограничного доктора Ивана Андреевича и турчанки Ульяны Фёдоровны, до крещения носившей имя Фатьмы; окончила с шифром.
- 44. Поповкина, Варвара Кирилловна, дочь колл.сов. Кирилла Ильича.
- 45. Перфильева, Елизавета Яковлевна, дочь бригадира Якова Васильевича.
- 46. Пусторослева, Мария Александровна, дочь капитана Александра Ивановича.
- 47. Рябинина, Александра Михайловна, дочь обер-интенданта Государственной Адмиралтейств-Коллегии Михаила Ильича.
- 48. Графиня Стенбок, Сарра Яковлевна, дочь ротмистра л.-гв. Конного полка гр. Якова Фёдоровича и его 2-й жены гр. Екатерины Алексеевны, рожд. Дьяковой; была замужем за полковником Василием Никитичем Куломзиным.
- 49. Баронесса Соловьёва, Елизавета Ивановна, дочь полковника Ивана Осиповича; в первом браке была за Потёмкиным, во 2-м — за Борисом Антоновичем Непокойчицким.
- 50. Сабурова, Анастасия Егоровна (р.1770), дочь подполковника Егора Яковлевича и Анны Васильевны, рожд. княжны Дуловой.
- 51. Сухотина, Анастасия Николаевна (1771—1829), дочь капитана Николая Григорьевича и Анны Никифоровны, рожд. княжны Мещерской.
- 52. Турчанинова, Екатерина Петровна, дочь подполковника Смоленского драгунского полка петра Ивановича.
- 53. Титова, Мария Петровна, дочь премьер-майора Петра Васильевича и Феодосии Ивановны.
- 54. Черкасова, Аграфена Ивановна, дочь подпоручика Ивана Васильевича и Елизаветы Петровны.
- 55. Челищева, Мария Алексеевна, дочь ротмистра л.-гв. Конного полка, впоследствии тайн.сов., сенатора Алексея Богдановича и Варвары Ивановны, рожд. графини Гендриковой.
- 56. Шалыгина, Варвара Михайловна, дочь полковника.
- 57. Княжна Шаховская, Екатерина Леонтьевна, дочь отст. сержанта, князя Леонтия Васильевича.
- 58. Шарапова, Вера Дементьевна, дочь секунд-майора Кексгольмского пехотного полка Дементия Ильича.
- 59. Якобий, Анна Ивановна, дочь генерал-майора Украинской дивизии Ивана Варфоломеевича.
- 60. Языкова, Елизавета Евграфовна (р.1772), дочь прокурора Суздальской провинции, потом д.ст.сов. Евграфа Михайловича и Ольги Ивановны, рожд. Алымовой.
- Пансионерка:
- 61. Поздеева, Анна Петровна.

### 6-й выпуск, 1791 год
- 1. Аленина, Варвара Николаевна (1771—833), дочь отст. полковника Николая Яковлевича и Анны Семёновны, рожд. княжны Волконской.
- 2. Апочкина, Ольга Васильевна дочь секунд-майора Василия Тихоновича и Марии Яковлевны.
- 3. Ананьевская, Мария Ивановна дочь надворн.сов. Ивана Сергеевича.
- 4. Бороздина, Наталья Ивановна, дочь премьер-майора.
- 5. Фон-Беринг, Анна Томасовна, дочь колл.асс..
- 6. Валуева, Екатерина Петровна (1774—1848), дочь камергера Петра Степановича и Дарьи Александровны, рожд. Кошелевой; была камер-фрейлиной при Императрице Елизавете Алексеевне.
- 7. Веригина, Мария Федотовна (1774—1848), дочь генерал-майора Федота Михайловича; была замужем за тайн.сов. Михаилом Ивановичем Донуаровым.
- 8. Веригина, Наталья Федотовна (1768—1855), сестра предыдущей; в 1791 г. была пожалована во фрейлины к В.кн. Марии Фёдоровне; была замужем за д.тайн.сов. Сергеем Ивановичем Плещеевым; в 1826 г. была пожалована в статс-дамы и 1851 г. была награждена орденом Св. Екатерины большого креста.
- 9. Воейкова, Анна Николаевна, дочь подполковника Николая Леонтьевича.
- 10. Княжна Голицына, Варвара Васильевна, дочь гв. капитана Василия Сергеевича и Варвары Петровны, рожд. Бутурлиной.
- 11. Княжна Голицына, Аграфена Васильевна, сестра предыдущей.
- 12. Дергун, Настасья Андреевна, дочь колл.рег. секретаря Малороссийской Коллегии Андрея Фёдоровича.
- 13. Ефимович, Александра Дмитриевна, дочь отст. капитана Дмитрия Денисовича.
- 14. Заборовская, Варвара Петровна, дочь поручика Петра Осиповича.
- 15. Закревская, Елена Кирилловна, дочь флигель-адъютанта Кирилла Осиповича (племянника гетмана Разумовского); была замужем за ротмистром Василием Николаевичем Романовским.
- 16. Исмайлова, Елизавета Алексеевна, дочь майора Алексея Петровича и Анны Андреевны.
- 17. Исаева, Прасковья Аврамовна, дочь отст. майора.
- 18. Кудрявцева, Филицата Ивановна, дочь артиллерии капитана Ивана Александровича.
- 19. Кропотова, Екатерина Петровна, дочь поручика Петра Андреевича.
- 20. Карамышева, Екатерина Петровна, дочь отст. гв. прапорщика Петра Фёдоровича и Евдокии Петровны.
- 21. Крок, Доротея-Амалия Карловна, дочь надворн.сов. Карла Ивановича.
- 22. Лебядникова, Варвара Максимовна, дочь генерал-майора Максима Борисовича и Татьяны Матвеевны.
- 23. Литвинова, Юлия Борисовна, дочь отст. ротмистра Бориса Петровича и Анны Ивановны.
- 24. Майкова, Александра Васильевна (? — 1830), дочь бригадира, писателя Василия Ивановича и Екатерины Васильевны, рожд. Мельгуновой; окончила с шифром; была замужем за подполковником Андреем Сурниным.
- 25. Графиня Миних, Елизавета Антоновна, дочь отст. ротмистра л.-гв. Конного полка графа Антона Сергеевича и гр. Веры Николаевны, рожд. Чоглоковой; была замужем за генерал-лейтенантом Михаилом Дмитриевичем Хрущовым.
- 26. Фон-Мертенц, Елизавета Фердинандовна, дочь плац-майора.
- 27. Нелидова, Екатерина Ивановна, дочь поручика Ивана Борисовича.
- 28. Нелидова, Наталья Ивановна (?-1848), дочь отставного поручика Ивана Дмитриевича и Анны Александровны, рожд. Симоновой.
- 29. Назимова, Анастасия Михайловна, дочь надворн.сов., Великолуцкого предводителя дворянства Михаила Фёдоровича и Евдокии Ивановны, рожд. Елагиной.
- 30. Назимова, Анна Михайловна, сестра предыдущей.
- 31. Новокщенова, Мария Степановна, дочь флота капитана Степана Васильевича и Софии Ивановны.
- 32. Очаковская, Елена Михайловна, дочь секунд-майора Михаила Захаровича.
- 33. Пишчевич, Анна Семёновна, дочь генерал-майора Семёна Степановича; окончила с шифром.
- 34. Пусторослева, Анна Александровна, дочь капитана Александра Ивановича; окончила с шифром.
- 35. Подвысоцкая, Анастасия Яковлевна, дочь колл.асс. Якова Яковлевича и Елизаветы Андреевны.
- 36. Полетика, Екатерина Ивновна (1772—1842), дочь надворн.сов. доктора Ивана Андреевича и турчанки Ульяны Фёдоровны, до крещения носившей имя Фатьмы; окончила с шифром; была фрейлиной.
- 37. Панина, Варвара Ивновна, дочь капитана Ивана Александровича.
- 38. Спокойская-Францевич, Олимпиада Степановна, дочь тит.сов. Степана Кирилловича.
- 39. Салманова, Степанида Андреевна, дочь секунд-майора; окончила с шифром; была замужем за помещиком Пензенской губернии Кохом.
- 40. Сумарокова, Екатерина Платоновна (р.1773), дочь капитана Платона Васильевича и Марии Ивановны, рожд. Бахметовой; окончила с шифром; была замужем за князем Григорием Ивановичем Волконским.
- 41. Соколова, Наталья Александровна, дочь колл.асс. Александра Ивановича.
- 42. Селиванова, Варвара Павловна (1774—1864), дочь секунд-майора, потом члена земского уездного суда в Зарайске Павла Михайловича и Надежды Николаевны, рожд. Нестеровой; окончила с медалью.
- 43. Скоропадская, Евфросинья Яковлевна, дочь майора лейб-кирасирского полка Якова Михайловича и Евфросинии Осиповны, рожд. Закревской, племянницы гетмана графа Разумовского.
- 44. Смирнова, Надежда Сергеевна, дочь поручика, убитого Пугачёвым; была замужем за купцом Алфёровым.
- 45. Уварова, Федосья Алексеевна, дочь отст. ротмистра Алексея Артамоновича и Александры Васильевны.
- 46. Хомутова, Анна Владимировна, дочь ротмистра л.-гв. Конного полка Владимира Васильевича.
- 47. Черняева, Юлия Никитишна, дочь тит.сов..
- 48. Чоглокова, Мария Александровна, дочь отст. поручика л.гв. Преображенского полка Александра Саввича и Елены Ивановны.
- 49. Шагарова, Варвара Ивановна, дочь капитана л.-гв. Измайловского полка Ивана Петровича.
- 50. Шагарова, Александра Ивановна, сестра предыдущей.
- Пансионерки:
- 51. Рылеева, Елизавета Никитична, дочь генерал-поручика, бывшего СПБ обер-полицмейстера, потом СПБ губернатора, Никиты Ивановича; была фрейлиной Императрицы Марии Фёдоровны.
- 52. Княжна Воронецкая, София Андреевна, была фрейлиной Императрицы Марии Фёдоровны потом вышла замуж за Гревеница.
- Суворова, Наталья Александровна, жена графа Н. А. Зубова, дочь фельдмаршала Суворова (В СПИСКАХ ОКОНЧИВШИХ — Императорское воспитательное общество благородных девиц,Н. П. Черепнин Петроград 1915г — НЕ ЗНАЧИТСЯ. Т. Е. МОГЛА УЧИТЬСЯ, НО НЕ ОКОНЧИЛА.

- Суворова

### 7-й выпуск, 1794 год
- 1. Аленина, Наталья Ивановна, дочь секунд-майора Ивана Михайловича; окончила с шифром.
- 2. Аксакова, Мария Николаевна, дочь д.ст.сов. Николая Ивановича.
- 3. Албедиль, Елена Алексеевна, дочь поручика Нижегородского пехотного полка.
- 4. Баранова, Прасковья Ивановна, дочь поручика Ивана Ивановича и Анны Денисовны.
- 5. Биретова, Любовь Ивановна, дочь прапорщика Ивана Ивановича.
- 6. Биретова, Глафира Ивановна, сестра предыдущей.
- 7. Бешенцова, Екатерина Александровна, дочь секунд-майора Александра Ивановича.
- 8. Богаевская, Екатерина Ивановна, дочь колл.асс..
- 9. Богаевская, Мария Ивановна, сестра предыдущей; окончила с шифром.
- 10. Бибикова, Анна Ивановна.
- 11. Веселовская, Анастасия Алексеевна, дочь поручика Алексея Петровича.
- 12. Воейкова, Прасковья Николаевна, дочь подполковника Николая Леонтьевича.
- 13. Воейкова, Варвара Ивановна, дочь отст. подпоручика Ивана Андреевича.
- 14. Горихвостова, Анна Захаровна, дочь тит.сов. Захара Матвеевича.
- 15. Дурова, Наталья Симоновна, дочь бригадира; окончила с шифром.
- 16. Княжна Долгорукова, Александра Яковлевна, дочь действ.камергера и управляющего Петергофом, князя Якова Петровича и кн. Елизаветы Фёдоровны, рожд. Дубянской; окончила с шифром; была замужем за ст. сов Даниилом Андреевичем Гиршфельдом.
- 17. Елчанинова, Анна Алексеевна, дочь полковника Алексея Федотовича.
- 18. Ермолаева, Прасковья Егоровна, дочь гв. прапорщика Егора Гавриловича.
- 19. Ермолаева, Анна Егоровна, сестра предыдущей.
- 20. Ильина, Александра Матвеевна, дочь надворн.сов. Матвея Алексеевича.
- 21. Ильина, Анна Матвеевна, сестра предыдущей; окончила с шифром.
- 22. Копьева, Ульяна Фёдоровна, дочь отст. поручика Фёдора Петровича.
- 23. Фон-Клуген, Елизавета Магнусовна, дочь премьер-майора Кексгольмского пехотного полка.
- 24. Кличка, Екатерина Францовна, дочь генерал-поручика Франца Николаевича.
- 25. Кудаева, Анна Ивановна, дочь премьер-майора; была взята камер-юнгферой ко двору Вел. Кн. Ольги Павловны.
- 26. Лобысевич, Марфа Афанасьевна, дочь отст. полковника, впоследствии д.ст.сов. Афанасия Кирилловича и Екатерины Михайловны, рожд. Губчиц; была замужем за адмиралом Максимом Петровичем Коробкою.
- 27. Ляпунова, Анастасия Алексеевна, дочь отст. подпоручика Алексея Николаевича.
- 28. Левандовская, Анна Михайловна, дочь обер-секретаря Правительствующего Сената Михаила Петровича.
- 29. КняжнаМещерская, Любовь Васильевна, дочь обер-провиантмейстера кн. Василия Никитича.
- 30. Княжна Мещерская, София Васильевна, сестра предыдущей.
- 31. Набокова, Екатерина Семёновна, дочь колл.асс. Семёна Фёдоровича.
- 32. Нестерова, Анна Александровна, дочь поручика Александра Фёдоровича.
- 33. Одинцова, Прасковья Ивановна, дочь премьер-майора Ивана Ивановича и Марии Ивановны; впоследствии монахиня.
- 34. Овсова, Елизавета Сергеевна, дочь подполковника Сергея Ивановича и Лукерьи Кондратьевны.
- 35. Овсова, Мария Сергеевна, сестра предыдущей.
- 36. Пишчевич, Надежда Семёновна, дочь генерал-майора Семёна Степановича.
- 37. Пишчевич, Варвара Семёновна, сестра предыдущей.
- 38. Подвысоцкая, Мария Яковлевна, дочь колл.асс. Якова Яковлевича и Елизаветы Андреевны.
- 39. Похвиснева, Елизавета Александровна, дочь прапорщика Александра Петровича и Анны Афанасьевны.
- 40. Путятина, Елизавета Петровна, дочь артиллерии капитана Петра Ивановича.
- 41. Попова, Мария Михайловна, дочь колл.асс. Михаила Осиповича и Аграфены Васильевны.
- 42. Поповкина, Елизавета Кирилловна, дочь колл.сов. Кирилла Ильича и Марфы Никитичны.
- 43. Повылошвыйковская, Варвара Ивановна, дочь отст. подпоручика Ивана Андреевича и Марии Григорьевны.
- 44. Пересветова, Анна Егоровна, дочь отст. ротмистра Егора Леонтьевича.
- 45. Баронесса фон-дер Пален, Марта-Вильгельмина-Доротея Густавовна, дочь отст. подполковника.
- 46. Полетика, Ульяна Степановна (р.ок.1776), дочь бунчукового товарища Степана Андреевича и Татьяны, рожд. Свет.
- 47. Раковская, Наталья Андреевна, дочь отст. подполковника Андрея Никифоровича; окончила с шифром.
- 48. Баронесса фон Розен, Елена Карловна, дочь майора; в 1800—1803 г.г. была классной дамой в Имп. Воспит. Обществе.
- 49. Соковнина, Надежда Николаевна (?-1815), дочь отст. полковника Николая Васильевича и Марфы Игнатьевны, рожд. Сахаровой.
- 50. Слизова, Мария Петровна, дочь галерного флота капитан-лейтенанта.
- 51. Тихорская, Наталья Фоминишна, дочь д-ра медицины, надворн.сов. Фомы Трофимовича.
- 52. Ушакова, Феодосия Петровна, дочь отст. прапорщика Петра Андреевича.
- 53. Фонлярская, Мария Богдановна, дочь отст. вахмистра Богдана Григорьевича.
- 54. Харитонова, Наталья Григорьевна.
- 55. Чебышёва, Елизавета Николаевна, дочь поручика Николая Ивановича.
- 56. Черепанова, Анна Фёдоровна, дочь премьер-майора.
- 57. Черняева, Мария Никитична, дочь колл.асс. Никиты Исаевича и Надежды Алексеевны.
- 58. Щулепникова, Анна Сергеевна, дочь колл.асс. Сергея Афанасьевича.
- 59. Горская, Варвара Александровна.
- 60. Салтыкова, Екатерина Александровна, дочь бригадира Александра Васильевича.
- 61. Фёдорова, Полина Андреевна, дочь дворянина Владимирской губернии.

### 8-й выпуск, 1797 год
- 1. Алединская, Наталья Павловна, дочь надворн.сов. Павла Михайловича.
- 2. Аксакова, Александра Николаевна, дочь д.тайн.сов., Николая Ивановича; была замужем за князем Петром Платоновичем Мещерским.
- 3. Алалыкина, Наталья Александровна, дочь бригадира.
- 4. Азанчевская, Александра Александровна, дочь капитан-исправника Александра Михайловича.
- 5. Аленина, Елизавета Ивановна, дочь колл.сов. Ивана Михайловича.
- 6. Арсеньева, Екатерина Ивановна (18.05.1778 — 22.11.1835), дочь колл.сов. Ивана Даниловича и Марии Матвеевны, рожд. Ханыковой; окончила с шифром; была фрейлиной Высочайшего Двора.

- Арсеньева Екатерина

- 7. Арсеньева, Евдокия Ивановна, сестра предыдущей; учредительница женской богадельни в Москве.
- 8. Аксютина, Анна Степановна, дочь поручика Степана Ларионовича.
- 9. Бреверн, София Людвиговна, дочь колл.асс..
- 10. Бухарина, Александра Яковлевна (р.1779), дочь советника Государств. Адмиралтейств-Коллегии Якова Ивановича и Евдокии Петровны, рожд. Пущиной.
- 11. Бухарина, Анна Яковлевна (р.1780), сестра предыдущей; была замужем за Фёдором Ивановичем Пущиным.
- 12. Бантыш-Каменская, Екатерина Николаевна (р.1779), дочь ст. сов, управляющего Московским архивом Мин. Ин. Дел, Николая Николаевича и Марии Ивановны, рожд. Куприяновой.
- 13. Барыкова, Феодосия Ивановна, дочь колл.асс. Ивана Алексеевича и Дарья Ивановны.
- 14. Графиня де Бальмен, София Антоновна, дочь директора Кадетского корпуса, затем генерал-губернатора Орловского и Курского, графа Антона Богдановича.
- 15. Баратынская, Марфа Андреевна, дочь тит.сов. Андрея Васильевича и Евдокии Матвеевны, рожд. Яцыниной.
- 16. Фон-Гинцель, Марья Карловна, дочь генерал-поручика Карла Христиановича.
- 17. Гербель, Екатерина Густавовна, дочь артиллерии генерал-майора Густава Родионовича.
- 18. Голостенова, Агафья Ивановна, дочь секунд-майора.
- 19. Баронесса фон Диц, Елизавета Томасовна, дочь бригадира.
- 20. Баронесса фон Диц, Марья Томасовна, сестра предыдущей.
- 21. Елина, Екатерина Матвеевна, дочь надворн.сов. Матвея Ивановича.
- 22. Энгельгард, Надежда Фёдоровна (р.1777), дочь предводителя дворянства Духовщинского уезда Фёдора Ивановича и Анны …., рожд. Бурлянской; была замужем за колл.асс. фон-Клингеном.
- 23. Жеребцова, Марья Сергеевна, дочь колл.асс. Сергея Алексеевича.
- 24. Зернова, Аграфена Павловна, дочь генерал-аудитор-лейтенанта Павла Михайловича.
- 25. Иванова, Степанида Евстигнеевна, дочь ст. сов Евстигнея Мартыновича.
- 26. Иванова, Таисия Евстигнеевна, сестра предыдущей.
- 27. Кутузова, Агафоклея Петровна, дочь прапорщика Петра Павловича.
- 28. Кочетова, Дарья, Николаевна, дочь ст. сов Николая Ивановича.
- 29. Ковалёва, Екатерина Петровна, дочь колл.секр Петра Александровича.
- 30. Кудаева, Авдотья Ивановна, дочь премьер-майора Ивана Семёновича.
- 31. Каховская, Александра Михайловна, дочь генерал-аншефа, впоследствии графа, Михаила Васильевича.
- 32. Каховская, Екатерина Михайловна, сестра предыдущей.
- 33. Лотарёва, Марья Александровна, дочь отст. подпоручика Александра Михайловича.
- 34. Лёвшина, Надежда Васильевна, дочь поручика Василия Алексеевича.
- 35. Мацкевич, Анастасия Васильевна, дочь подпоручика Василия Андреевича; окончила с шифром.
- 36. Мацкевич, Любовь Гавриловна, дочь отст. секунд-майора Гавриила Андреевича.
- 37. Мацнева, Анна Антоновна, дочь колл.сов. Антона Ивановича и Христины Матвеевны.
- 38. Муравьёва, Ольга Назаровна (1779—1857), дочь ст. сов, Архангельского губернатора Назария Степановича и Марфы Филипповны, рожд. Казариновой; была замужем за Новгородским помещиком Николаем Андреевичем Набоковым.
- 39. Мордвинова, Елизавета Михайловна (06.05.1776-01.02.1802), дочь генерал-поручика Михаила Ивановича и Екатерины Александровны, рожд. Саблуковой; окончила с шифром; была замужем за д.ст.сов. Михаилом Ивановичем Полетикою.
- 40. Мордвинова, Екатерина Михайловна, сестра предыдущей.
- 41. Марина, Александра Николаевна, дочь ст. сов Николая Алексеевича.
- 42. Муромцова, Елизавета Матвеевна, дочь генерал-поручика Матвея Васильевича.
- 43. Муромцова, Анна Матвеевна, сестра предыдущей.
- 44. Олсуфьева, Варвара Михайловна, дочь ст. сов Михаила Матвеевича.
- 45. Протасьева, Александра Петровна, дочь ст. сов Петра Григорьевича.
- 46. Пенская, Мария Ивановна, дочь корнета Ивана Андреевича.
- 47. Пенская, Прасковья Ивановна, сестра предыдущей.
- 48. Повало-Швыйковская, Феврония Семёновна, (р.1784) дочь отст. поручика Семёна Александровича и Софьи Григорьевны, рожд. Воеводской.
- 49. Пузыревская, Александра Макаровна, дочь капрала.
- 50. Пасынкова, Прасковья Фёдоровна, дочь генерал-майора морской артиллерии, цейхмейстера Фёдора Ивановича.
- 51. Плюскова, Наталья Яковлевна (?-1845), дочь колл.асс. Якова Алексеевича; окончила с шифром, была фрейлиной Вел. Кн. Елизаветы Алексеевны, а потом Имп. Марии Феодоровны; была в дружеских отношениях с И. И. Дмитриевым и другими писателями.
- 52. Потёмкина, Екатерина Алексеевна (р.1779), дочь унтер-егермейстера генерал-майорского чина Алексея Яковлевича и Анны Богдановны, рожд. княжны Друцкой-Соколинской.
- 53. Рамбур, Елена Алексеевна, дочь колл.сов. Алексея Степановича.
- 54. Римская-Корсакова, София Николаевна, дочь подпоручика Николая Данииловича.
- 55. Баронесса фон-Сакен, Варвара Ерофеевна, дочь премьер-майора, сестра известного впоследствии генерала от кавалерии графа Д. Е. Остен-Сакена.
- 56. Сушка, Мартина Леоновна, дочь тит.сов..
- 57. Слизова, Екатерина Петровна, дочь флота капитана генерал-майорского чина Петра Борисовича.
- 58. Ушакова, Варвара Николаевна, дочь гв.поручика.
- 59. Баронесса фон-Узлер, Елизавета Карловна, дочь майора.
- 60. Храповицкая, Анастасия Николаевна (р.24.09.1778), дочь надворн.сов. Николая Михайловича и Елены Алексеевны, рожд. Дуниной.
- 61. Храпова, Екатерина Парфёновна, дочь подполковника Парфёна Лукича.
- 62. Хомякова, Прасковья Афанасьевна, дочь капитана Афанасия Ивановича.
- 63. Черепанова, Александра Фёдоровна, дочь премьер-майора; окончила с шифром; была фрейлиной Имп. Марии Феодоровны; в 1798 г. вышла замуж за Генерал-адъютанта и сенатора Абрама Андреевича Баратынского; мать поэта Баратынского.
- 64. Чоглокова, Аграфена Александровна, дочь отст. поручика л.гв. Преображенского полка Александра Саввича и Елены Ивановны.
- 65. Шмит, Екатерина Христиановна, дочь колл.сов. Христиана Мартыновича.
- 66. Фон-Шредер, Амалия Яковлевна, дочь колл.сов. Якова Андреевича.
- 67. Шлаттер, Наталия Ивановна, дочь ст. сов Ивана Ивановича и Евдокии Христофоровны.
- 68. Шмит, Анна Ивановна, дочь надворн.сов. Ивана Ивановича.

### 9-й выпуск, 1800 год
- 1. Акиншина, Анна Васильевна, дочь майора Василия Алексеевича.
- 2. Антропова, Екатерина Николаевна, дочь ст. сов Николая Никитича.
- 3. Апухтина, Глафира Александровна, дочь поручика Александра Андреевича и Настасьи Фёдоровны.
- 4. Апухтина, Елизавета Александровна, сестра предыдущей.
- 5. Арсеньева, Анастасия Ивановна, дочь колл.сов. Ивана Даниловича.
- 6. Астафьева, Александра Филипповна, дочь премьер-майора Филиппа Васильевича.
- 7. Белинкова, Мария Никитишна, дочь колл.асс..
- 8. Белинкова, Екатерина Никитишна, сестра предыдущей.
- 9. Берг, Констанция Ивановна, дочь премьер-майора.
- 10. Боголюбова, Анна Гавриловна, дочь колл.сов. Гавриила Семёновича.
- 11. Боголюбова, Наталья Гавриловна, сестра предыдущей; окончила с шифром.
- 12. Фон-Бретлинг, Елизавета Яковлевна, дочь бригадира Якова Ивановича.
- 13. Фон-Бриммер, Анна Астафьевна, дочь секунд-майора Астафия Ивановича.
- 14. Бунина, Александра Максимовна, дочь подпоручика Максима Дмитриевича.
- 15. Бутузова, Анна Яковлевна, дочь секунд-майора Якова Леонтьевича.
- 16. Буцковская, Елизавета Мартыновна, дочь артиллерии полковника.
- 17. Бухарина, Елизавета Григорьевна (р.1781), дочь генерал-майора Григория Ивановича и Дарьи Васильевны, рожд. Репьевой (1-я жена его).
- 18. Великопольская, Екатерина Николаевна, дочь отст. полковника Николая Львовича.
- 19. Беер-фон-Вейсфельд, Анна Фаддеевна, дочь бригадира Фаддея Астафьевича.
- 20. Воейкова, Прасковья Васильевна, дочь д.ст.сов., Орловского губернатора, Василия Ивановича и Евдокии Александровны, рожд. княжны Касаткиной-Ростовской; была замужем за М. А. Челищевым.
- 21. Воронец, Екатерина Алексеевна (р.1784), дочь колл.асс. Алексея Герасимовича и Евфросиньи Михайловны, рожд. Энгельгардт.
- 22. Фон-Гартонг, Елизавета Петровна, дочь поручика Петра Васильевича и Анны Акимовны; окончила с шифром.
- 23. Газан, Екатерина Яковлевна, дочь отст. капитана.
- 24. Гитербок, Христина Карловна, дочь майора Карла Михайловича; окончила с шифром.
- 25. Фон-Гофман, Анна Германовна, дочь майора.
- 26. Долинская, Марфа Григорьевна, дочь надворн.сов. Григория Григорьевича.
- 27. Елина, Александра Васильевна, дочь премьер-майора.
- 28. Энгельгардт, Вера Фёдоровна, дочь секунд-майора, предводителя дворянства Духовщинского уезда Фёдора Ивановича и Анны …., рожд. Бурлянской; была замужем за отст. ротмистром Булацель.
- 29. Жегулина, Мария Семёновна, дочь тайн.сов. Семёна Семёновича и Прасковьи Семёновны, рожд. Роговиковой; окончила с шифром.
- 30. Жегулина, Евдокия Семёновна, сестра предыдущей; была замужем за генерал-лейтенантом Иваном Захаровичем Ершовым.
- 31. Замятнина, Александра Алексеевна, дочь капитана Алексея Ивановича.
- 32. Зиновьева, Александра Петровна, дочь прапорщика Петра Семёновича.
- 33. Звягина, Варвара Степановна, дочь поручика Степана Матвеевича.
- 34. Зуева, Доминика Васильевна, дочь колл.асс. Василия Фёдоровича.
- 35. Ильина, Пульхерия Матвеевна, дочь надворн.сов. Матвея Алексеевича.
- 36. Казаринова, Варвара Александровна, дочь прапорщика Александра Ивановича.
- 37. Каховская, Харитина Борисовна, дочь отст. поручика Бориса Васильевича.
- 38. Фон-Киль, Екатерина Ивановна, дочь артиллерии подполковника Ивана Мартыновича.
- 39. Козлова, Анна Яковлевна, дочь колл.асс. Якова Ивановича; была замужем за Языковым.
- 40. Колумбус, Анна Антоновна, дочь плац-майора Антона Ивановича.
- 41. Фон-Клуген, Наталья Максимовна, дочь подполковника.
- 42. Кудаева, Мария Ивановна, дочь майора Ивана Семёновича.
- 43. Левшина, Евгения Васильевна, дочь поручика Василия Алексеевича и Федосьи Степановны; окончила с шифром.
- 44. Литвинова, Варвара Ивановна, дочь отст. секунд-майора.
- 45. Лобысевич, Анна Афанасьевна, дочь отст. полковника Афанасия Кирилловича.
- 46. Макшеева, Надежда Михайловна, дочь губ.секр. Михаила Алексеевича и Прасковьи Ивановны.
- 47. Макшеева, Елизавета Михайловна, сестра предыдущей.
- 48. Минина, Марья Евграфовна, дочь майора Евграфа Александровича и Елизаветы Петровны, рожд. Гребенщиковой.
- 49. Мономахова, Елизавета Васильевна, дочь отст. поручика Василия Егоровича.
- 50. Нефнева, Прасковья Ивановна, дочь колл.асс..
- 51. Нефедьева, Александра Ильинична (1782—1857), дочь генерал-поручика Ильи Гаврииловича.
- 52. Обухова, Марья Гавриловна, дочь майора.
- 53. Обухова, Елена Гавриловна, сестра предыдущей.
- 54. Обухова, Александра Петровна, дочь надворн.сов. Петра Ивановича и Варвары Григорьевны.
- 55. Палицына, Надежда Петровна, дочь премьер-майора Петра Борисовича.
- 56. Пенская, Елена Ивановна, дочь корнета Ивана Андреевича.
- 57. Пистолькорс, Любовь Карловна, дочь майора Карла Григорьевича; окончила с шифром.
- 58. Пистолькорс, Александра Карловна, сестра предыдущей.
- 59. Графиня Потоцкая, Октавия Станиславовна, дочь генерал-аншефа.
- 60. Пальменбах, София Евстафьевна, дочь полковника Евстафия Ивановича и Елизаветы Александровны, рожд. баронессы Черкасовой, впоследствии начальницы Имп. Воспит. Общ.; окончила с шифром; была фрейлиной Ея Величества; была замужем за д.тайн.сов., сенатором Павлом Львовичем Батюшковым, дядей поэта.
- 61. Пальменбах, Александра Евстафьевна, сестра предыдущей; окончила с шифром; была замужем за д.тайн.сов., сенатором, бароном Андреем Яковлевичем Бюлером.
- 62. Путятина, Наталья Петровна (р.1779), дочь ст. сов Петра Ивановича и Варвары Семёновны, рожд. Качаловой.
- 63. Рагозина, Елизавета Дмитриевна, дочь гв. прапорщика Дмитрия Николаевича и Анны Николаевны.
- 64. Фон-Рек, Екатерина Ивановна, дочь генерал-поручика Ивана Григорьевича.
- 65. Фон-Рек, Дарья Ивановна, сестра предыдущей.
- 66. Сапожникова, Марья Тимофеевна, дочь колл.асс. Тимофея Ефимовича и Прасковьи Ивановны.
- 67. Сиверс, Елизавета Лаврентьевна (р. 1782), дочь д.ст.сов., члена Новгородской палаты уголовного суда, позднее директора Боровицких водяных сообщений, Лаврентия Эбергардовича и жены его, рожд. бар. Ведель; была замужем за фон-Кампфом.
- 68. Сизова, Анна Петровна, дочь капитан-лейтенанта.
- 69. Сыробоярская, Авдотья Сергеевна, дочь отст. прапорщика Сергея Алексеевича.
- 70. Смагина, Любовь Тихоновна, дочь ст.сов. Тихона Афанасьевича.
- 71. Степанова, Мария Фёдоровна, дочь надворн.сов. Фёдора Денисьевича и Варвары Филипповны.
- 72. Стойкина, Глафира Степановна, дочь надворн.сов. Степана Дмитриевича и Надежды Васильевны.
- 73. Суковкина, Наталья Ивановна, дочь надворн.сов. Ивана Алексеевича.
- 74. Суковкина, Анастасия Ивановна, сестра предыдущей.
- 75. Тереховская, Анна Мартыновна, дочь профессора, надворн.сов. Мартына Матвеевича и Варвары Владимировны.
- 76. Баронесса Тонус, Екатерина, дочь полковника.
- 77. Туловская, Анна Осиповна, дочь Белорусского шляхтича Осипа Петровича.
- 78. Княжна Туркестанова, Александра Васильевна (р. 15.02.1781), дочь директора Экономии Смоленского Наместничества, князя Василия Борисовича и княгини Евфимии Алексеевны, рожд. Дуниной (смолянки 1-го выпуска); в 1806 г. вышла замуж за гв. поручика Матвея Антоновича Храповицкого.
- 79. Княжна Туркестанова, Елизавета Васильевна (1783—1842), сестра предыдущей; в 1803 г. вышла замуж за полковника Ивана Яковлевича Потёмкина.
- 80. Тухачевская, Наталья Сергеевна, дочь колл.асс., Верхнеломовского городничего, Сергея Семёновича.
- 81. Тухачевская, Пелагея Сергеевна, сестра предыдущей
- 82. Княжна Урусова, Дарья Никитична, дочь тайн.сов. князя Никиты Сергеевича.
- 83. Княжна Урусова, Наталья Никитична, сестра предыдущей.
- 84. Флейшер, Наталья Кондратовна, дочь колл.асс. Кондрата Самойловича.
- 85. Филатьева, Мария Мартыновна, дочь Смоленского купца.
- 86. Филатьева, Мария Мартыновна, сестра предыдущей.
- 87. Филатьева, Анна Мартыновна, сестра предыдущей.
- 88. Харитонова, Мария Григорьевна, дочь артиллерии майора.
- 89. Харитонова, Глафира Григорьевна, сестра предыдущей; окончила с шифром; была классной дамой и инспектрисой в Имп. Воспит. Общ.; была замужем за Брозиным.
- 90. Харитонова, Ольга Григорьевна, сестра предыдущей.
- 91. Хрипунова, Мария Козьминична, дочь надворн.сов. Козьмы Фёдоровича; 1801—1810 г. была классной дамой в Имп. Воспит. Общ.;
- 92. Цвилева, Елизавета Степановна, дочь колл.асс. Степана Лукича.
- 93. Цвилева, Мария Степановна, сестра предыдущей.
- 94. Шерыгина, Елизавета Михайловна, дочь прапорщика Михаила Васильевича.
- 95. Шмит, Мария Христиановна, дочь колл.сов. Христиана Мартыновича.
- 96. Штебер, Екатерина Петровна, дочь подполковника Петра Ивановича.
- 97. Штевенг, Каролина Петровна, дочь надворн.сов..

- Ливен

### 10-й выпуск, 1803 год
- 1. Амантова, Мария Мартыновна, дочь коллежского секретаря Мартына Афанасьевича.
- 2. Ахшарумова, Зиновия Ивановна, дочь надворного советника Ивана Вениаминовича и Елены Михайловны, рожд. Бартошевич (в первом браке была за Ант. Ант. Пашкевичем).
- 3. Графиня де-Бальмен, Мария Антоновна, дочь генерал-поручика графа Антона Богдановича.
- 4. Беклемишева, Прасковья Ивановна, дочь отставного гвардии прапорщика Ивана Алексеевича.
- 5. Берг, Евгения Петровна, дочь артиллерии майора Петра Филипповича.
- 6. Баронесса Бюлова, Софья Егоровна, дочь флота лейтенанта.
- 7. Битяговская, Елизавета Петровна, дочь капитана Петра Кондратьевича.
- 8. Бишова, Мария Петровна, дочь артиллерии поручика Петра Ивановича.
- 9. Борзова, Анна Михайловна, дочь губернского секретаря Михаила Григорьевича.
- 10. Буксгевден, Екатерина Филипповна (1783—1856), дочь майора; была замужем за Иваном Михайловичем Татариновым; известная сектантка.
- 11. Буславская, Авдотья Васильевна, дочь подпоручика Василия Андреевича и Татьяны Яковлевны.
- 12. Враская, Анна Петровна, дочь коллежского асессора Петра Ивановича.
- 13. Враская, Наталья Петровна, сестра предыдущей.
- 14. Волкова, Елизавета Александровна, дочь действительного статского советника Александра Андреевича; окончила с шифром.
- 15. Гарижская, Анна Гавриловна, дочь титулярного советника Гавриила Васильевича.
- 16. Гейкинг, Александра Фёдоровна, дочь майора.
- 17. Гейкинг, Наталья Фёдоровна, сестра предыдущей.
- 18. Готшейт, Мария Ивановна, дочь надворного советника Ивана Григорьевича.
- 19. Гронау, Елизавета Александровна, дочь артиллерии капитана.
- 20. Денисьева, Мария Матвеевна, дочь капитана Матвея Сидоровича.
- 21. Долгово-Сабурова, Мария Ивановна, дочь капитана.
- 22. Екимова, Прасковья Алексеевна, дочь отставного подпоручика Алексея Семёновича.
- 23. Кабанова, Наталья Фёдоровна, дочь прапорщика Фёдора Ивановича.
- 24. Камарашева, Елена Ильинична, дочь капитана Ильи Антоновича.
- 25. Кастюрина, Мария Александровна, дочь секунд-майора Александра Ивановича.
- 26. Ковалёва, Мария Петровна, дочь коллежского секретаря Петра Александровича.
- 27. Княжна Козловская, Елизавета Николаевна, дочь подполковника князя Николая Михайловича.
- 28. Колокольцова, Любовь Ивановна, дочь капитан-лейтенанта.
- 29. Криштофович, Варвара Осиповна, дочь титулярного советника Осипа Константиновича.
- 30. Крюковская, Варвара Васильевна, дочь коллежского советника Василия Ивановича.
- 31. Лаптева, Екатерина Петровна, дочь отставного прапорщика Петра Андреевича.
- 32. Лундышева, Дарья Дмитриевна, дочь титулярного советника Дмитрия Ивановича.
- 33. Мазырина, Надежда Антиповна, дочь прапорщика Антипа Петровича.
- 34. Мартынова, Мария Фёдоровна, дочь надворного советника Фёдора Михайловича.
- 35. Мартынова, Серафима Фёдоровна, сестра предыдущей.
- 36. Мацова, Вера Дмитриевна, дочь майора.
- 37. Михайлова, Мария Ивановна, дочь полковника Ивана Ивановича.
- 38. Наумова, Александра Егоровна, дочь генерал-контролёра Егора Александровича.
- 39. Обрезкова, Мария Александровна, дочь генерала от кавалерии, Выборгского губернатора Александра Васильевича и Анны Фёдоровны, рожд. Ермоловой; была замужем за штабс-капитаном Пановым.
- 40. Нечуя-Каховская, Анастасия Алексеевна, дочь секунд-майора, Астраханского вице-губернатора Алексея Васильевича и Евфросиньи Семёновны; окончила с шифром; была классной дамой, потом инспектрисой в Имп. Воспит. Общ.
- 41. Нечуя-Каховская, Анна Алексеевна, сестра предыдущей.
- 42. Овсова, Анна Сергеевна, дочь подполковника Сергея Ивановича.
- 43. Ожегович-Девинарц, Мария Степановна, дочь надворного советника.
- 44. Ожегович-Девинарц, Александра Степановна, сестра предыдущей.
- 45. Петровская, Варвара Антоновна, дочь титулярного советника.
- 46. Пипер, Анастасия Петровна, дочь полковника Петра Ивановича; окончила с шифром; в 1803—1812 годах была классной дамой в Имп. Воспит. Общ.
- 47. Повало-Швыйковская, Мария Яковлевна, дочь титулярного советника Якова Ивановича.
- 48. Повало-Швыйковская, Александра Семёновна (р. 1790), дочь отст. поручика Семёна Александровича и Софьи Григорьевны, рожд. Воеводской.
- 49. Полонская, Елизавета Григорьевна, дочь коллежского асессора Григория Николаевича.
- 50. Радожицкая, Прасковья Тимофеевна, дочь коллежского асессора Тимофея Ивановича; окончила с шифром.
- 51. Рамбур, Александра Алексеевна, дочь надворного советника Алексея Степановича.
- 52. Реан, Анна Карловна, дочь инженер-генерал-майора Карла Ивановича.
- 53. Фон-Рек, София Ивановна, дочь генерал-майора Ивана Григорьевича.
- 54. Фон-Рек, Сусанна Ивановна, сестра предыдущей.
- 55. Рылеева, Мария Николаевна, дочь надворного советника; в 1803—1808 годах была классной дамой в Имп. Воспит. Общ.
- 56. Рылеева, Ольга Николаевна, сестра предыдущей.
- 57. Румянцова, Мария Александровна, дочь морской артиллерии лейтенанта.
- 58. Сазонова, Наталья Васильевна, дочь надворного советника Василия Ивановича и Татьяны Фёдоровны.
- 59. Северикова, Мария Константиновна, дочь обер-провиянтмейстера Константина Максимовича.
- 60. Седлецкая, Александра Аполлоновна, дочь подпоручика Аполлона Михайловича.
- 61. Семанж, Мария Васильевна, дочь артиллерии подполковника Василия Ивановича.
- 62. Сотникова, Екатерина Ивановна, дочь прапорщика Ивана Петровича и Акулины Андрияновны.
- 63. Скачкова, Анна Ивановна, дочь отставн. полковника.
- 64. Станкевич, Федосья Епафродитовна, дочь коллежского асессора Епафродита Ивановича и Марфы Ивановны, рожд. Нащокиной; окончила с шифром; была замужем за Николаем Александровичем Алалыкиным.
- 65. Сутгоф, Анна-Екатерина, дочь советника Коллегии Иностранных Дел.
- 66. Таптыкова, София Николаевна, дочь надворного советника Николая Михайловича.
- 67. Тауберт, Доротея Петровна, дочь премьер-майора.
- 68. Тауберт, София Петровна, сестра предыдущей.
- 69. Тимлер, Анна Петровна, дочь генерал-майора Петра Ивановича Тимлера, жена (с 15 января 1809) капитана Н. Шишина.
- 70. Тимлер, Екатерина Петровна, сестра предыдущей.
- 71. Тихорская, София Фоминишна, дочь коллежского советника Фомы Трофимовича; окончила с шифром.
- 72. Токарева, Надежда Алексеевна, дочь коллежского советника Алексея Карповича.
- 73. Княжна Туркестанова, Прасковья Васильевна (26.10.1784—20.04.1844), дочь директора Экономии Смоленского Наместничества, князя Василия Борисовича и княгини Евфимии Алексеевны, рожд. Дуниной (смолянки 1-го выпуска).
- 74. Баронесса Узлер, Мария Карловна, дочь майора.
- 75. Фон-Фоларт, Кристина Людвиговна, дочь капитана.
- 76. Флейшер, Екатерина Кондратовна, дочь коллежского асессора Кондратия Самойловича.
- 77. Ханыкова, Анна Дмитриевна, дочь майора Дмитрия Николаевича.
- 78. Хрипунова, Александра Козьминична, дочь надворного советника; была замужем за Олонкиным.
- 79. Чирикова, Вера Афанасьевна, дочь действительного статского советника Афанасия Ивановича.
- 80. Чоглокова, Вера Николаевна, дочь майора.
- 81. Княжна Шелешпанская, Варвара Петровна, дочь секунд-майора Петра Сергеевича.
- 82. Шефлер, Шарлота Ивановна, дочь секунд-майора Ивана Ивановича.
- 83. Шильт, Наталия Ивановна, дочь надворного советника Ивана Ивановича; окончила с шифром.
- 84. Шлихтен, Екатерина, дочь капитана.
- 85. Штренге, Наталия Андреевна, дочь надворного советника, д-ра медицины; окончила с шифром.
- 86. Шупинская, Елизавета Андреевна, дочь секунд-майора Андрея Михайловича.
- 87. Ярославова, Ирина Николаевна, дочь секунд-майора Николая Александровича.
- 88. Ярославова, Елизавета Николаевна, сестра предыдущей.
- 89. Боровская, Надежда Яковлевна, дочь надворного советника Якова Ивановича.
- 90. Дитмар, Екатерина Егоровна, дочь майора Егора Ивановича.
- 91. Евреинова, Елизавета Мелентьевна, дочь поручика Мелентия Сергеевича.
- 92. Искус-Гронская, Ольга Васильевна, дочь коллежского асессора Василия Ивановича.
- 93. Калиновская, Варвара Ивановна, дочь статского советника Ивана Захарьевича; окончила с шифром; в 1808—1813 годах была классной дамой в Имп. Воспит. Общ.;
- 94. Минут, Шарлота Ивановна, дочь штаб-лекаря.
- 95. Морская, Прасковья Фёдоровна, дочь надворного советника.
- 96. Подгурская, Анна Герасимовна, дочь майора Герасима Никитича.
- 97. Полубояринова, Варвара Максимовна, дочь надворного советника Максима Козьмича.
- 98. Протасова, Елена Аврамовна, дочь надворного советника Аврама Семёновича.
- 99. Рикорд, Анна Ивановна, дочь отставного полковника Ивана Ивановича.
- 100. Смирнова, Мария Сергеевна, дочь коллежского асессора Сергея Кирилловича.
- 101. Худолеева, Авдотья Ивановна, дочь подпоручика Ивана Семёновича.
- Пансионерки:
- 102. Радожицкая, Ольга Тимофеевна.
- 103. Степанова, Елена Дмитриевна.
- 104. Степанова, Екатерина Дмитриевна.
- 105. Маркиза де Траверсе, Клара Ивановна, дочь маркиза Ивана Ивановича, бывшего адмиралом и морским министром; была замужем 1-м браком за Леонтовичем, 2-м за Розановым и 3-м за Тизенгаузеном.
- 106. Черникова, Александра Васильевна.
- 107. Портнова, Екатерина Михайловна, окончила с шифром.
- 108. Графиня Воронцова, Прасковья Артемьевна (1786—1842), дочь действительного тайного советника, сенатора графа Артемия Ивановича и гр. Прасковьи Фёдоровны, рожд. Квашниной-Самариной; окончила с шифром; была замужем за Тамбовским помещиком коллежского советника Александром Ульяновичем Тимофеевым.

### 11-й выпуск, 1806 год
- 1. Авдеева, Глафира Николаевна, дочь отст. капитана Николая Петровича.
- 2. Аплечеева, Александра Фёдоровна, дочь флота капитана.
- 3. Андреева, Елизавета Андреевна, дочь колл.секр Андрея Никитича.
- 4. Анненкова, Александра Петровна, дочь поручика Петра Ивановича.
- 5. Берхман, Анна Ивановна, дочь генерал-майора Ивана Фёдоровича.
- 6. Беренс, Сарра Соломоновна, дочь майора Соломона Яковлевича.
- 7. Бачманова, Александра Андреевна, дочь флота капитана бригадирского ранга.
- 8. Графиня Боассезон, Ефрозина, дочь генерал-майора.
- 9. Борщова, Надежда Сергеевна (р. 1790), дочь Генерал-кригс-комиссара Сергея Семёновича.
- 10. Богаевская, Елена Ивановна, дочь ст. сов Ивана Ивановича; окончила с шифром.
- 11. Богаевская, Наталья Ивановна, сестра предыдущей.
- 12. Бишова, Наталья Петровна, дочь артиллерии поручика Петра Ивановича.
- 13. Буславская, Вера Васильевна, дочь поручика Василия Андреевича и Татьяны Яковлевны.
- 14. Бурнашева, Вера Михайловна, дочь дворянина Новгородск. губ. Михаила Ефимовича.
- 15. Бухвостова, София Яковлевна, дочь гв. ост. Капитана Якова Петровича; окончила с шифром.
- 16. Княжна де Брольи-Ревель, Александра-Симплиция (06.01.1787 — 16.03.1824), дочь князя Августа-Виктора и княгини Луизы, рожд. де ля Брусс де Вертейляк; окончила с шифром; была замужем за бароном Павлом Андреевичем Николаи, посланником в Копенгагене.
- 17. Княжна Вадбольская, Софья Михайловна, дочь полковника князя Михаила Михаиловича.
- 18. Княжна Вадбольская, Авдотья Михайловна, сестра предыдущей.
- 19. Великопольская, Елизавета Николаевна, дочь отст. полковника Николая Львовича.
- 20. Верховская, Марья Ларионовна, дочь тит.сов. Лариона Васильевича.
- 21. Вильк, Шарлота Христиановна, дочь надворн.сов. Христиана Ивановича.
- 22. Воронцова, Александра Алексеевна, дочь колл.асс. Алексея Герасимовича.
- 23. Вульф, Екатерина Григорьевна, дочь майора Григория Петровича.
- 24. Княжна Вадбольская, Анна Михайловна, дочь поручика князя Михаила Ивановича.
- 25. Валуева, Прасковья Петровна (?-1859), дочь д.тайн.сов. Петра Семёновича и Дрьи Александровны, рожд. Кошелевой; с 1819 г. была замужем за полковником Николаем Ивановичем Аксаковым (его 2-я жена).
- 26. Валуева, Елизавета Алексеевна, дочь ст. сов Алексея Степановича и Марии Петровны, рожд. Ломаковой.
- 27. Вепрейская, Анна Васильевна, дочь поручика Василия Васильевича.
- 28. Волоцкая, Ксения Алексеевна, дочь артиллерии штык-юнкера Алексея Сергеевича.
- 29. Вонлярлярская, Александра Наркисовна, дочь надворн.сов. Наркиса Николаевича.
- 30. Гаврикова, Евфимия Васильевна, дочь колл.сов. Василия Васильевича.
- 31. Фон-Ганскау, Маргарита, дочь Курляндского дворянина.
- 32. Горчакова, Варвара Николаевна, дочь бригадира Николая Ивановича.
- 33. Денисьева, Анна Дмитриевна, дочь отст. гв. прапорщика Дмитрия Александровича; окончила с шифром; была классной дамой и инспектрисой в Имп. Воспит. Общ..
- 34. Денисьева, Александра Дмитриевна, сестра предыдущей.
- 35. Дьяконова, Прасковья Алексевна, дочь военного советника Алексея Семёновича; окончила с шифром.
- 36. Дитмар, Анна Егоровна, дочь майора Егора Ивановича.
- 37. Дитмар, Екатерина Леонтьевна, дочь колл.сов.; окончила с шифром.
- 38. Елагина, Мария Алексеевна, дочь майора.
- 39. Елагина, Мария Васильевна, дочь надворн.сов. Василия Ивановича.
- 40. Ельцына, Фёкла Прокофьевна, дочь ст. сов Прокофия Яковлевича.
- 41. Ельцына, Наталья Прокофьевна, сестра предыдущей.
- 42. Ермолаева, Евдокия Ивановна, дочь подпоручика.
- 43. Жеглова, Александра Фёдоровна, дочь прапорщика Фёдора Борисовича.
- 44. Журавская, Екатерина Ивановна, дочь капитана Ивана Ивановича.
- 45. Журавская, Ольга Ивановна, сестра предыдущей.
- 46. Заремба, Анна Николаеввна, дочь квартального поручика.
- 47. Иванова, Анна Петровна, дочь колл.асс. Петра Ивановича.
- 48. Игнатьева, Екатерина Афанасьевна, дочь бригадира.
- 49. Инглис, Дарья, Александровна, дочь майора.
- 50. Козлянинова, Анна Петровна, дочь колл.сов. Петра Ивановича.
- 51. Карачинская, Варвара Васильевна, дочь колл.сов. Василия Яковлевича.
- 52. Карачинская, Елизавета Васильевна, сестра предыдущей.
- 53. Кологривова, София Ивановна, дочь майора Ивана Сергеевича; была замужем за Филатьевым.
- 54. Колесова, Елизавета Ивановна, дочь подполк. Ивана Львовича.
- 55. Колесова, Варвара Ивановна, сестра предыдущей.
- 56. Клибер, Екатерина Андреевна, дочь придворного штаб-лекаря, надворн.сов..
- 57. Фон-Клуген, Наталья Максимовна, дочь подполковника.
- 58. Квашнна-Самарина, Анна Степановна, дочь ротмистра Степана Яковлевича.
- 59. Калиновская, Татьяна Ивановна, дочь ст. сов Ивана Захарьевича; в 1808—188 гг. была классной дамой в Имп. Воспит. Общ..
- 60. Куницкая, Александра Антоновна, дочь отст. прапорщика Антона Борисовича.
- 61. Костяевская, Анастасия Гавриловна, дочь подпоручика Гавриила Никитича; окончила с шифром.
- 62. Калмычка, Мария Петровна.
- 63. Лизакевич, Александра Павловна, дочь бригадира; была замужем за надворн.сов. Петром Зайцевым.
- 64. Лундышева, Прасковья Дмитриевна, дочь колл.сов. Дмитрия Ивановича.
- 65. Лялина, Любовь Потаповна, дочь вице-адмирала Потапа Петровича.
- 66. Лесли, Глафира Доримедонтовна, дочь поручика Доримедонта Николаевича.
- 67. Мазырина, Феоктиста Антиповна, дочь тит.сов. Антипа Петровича.
- 68. Малышева, Александра Захаровна, дочь отст. поручика Захара Яковлевича и Пелагеи Ивановны.
- 69. Манзей, Мария Лонгиновна, дочь ст. сов Лонгина Михайловича.
- 70. Мантурова, Евдокия Фёдоровна, дочь надворн.сов. Фёдора Ивановича.
- 71. Мосолова, Анна Николаевна, дочь вице-адмирала.
- 72. Княжна Мышецкая, Екатерина Михайловна, дочь поручика князя Михаила Григорьевича.
- 73. Де-Массуер, Анна, дочь польской службы майора.
- 74. Де-Массуер, Франциска, сестра предыдущей.
- 75. Де-Массуер, Луиза, сестра предыдущей.
- 76. Николаева, София Юрьевна, дочь отст. гв. прапорщика Юрия Алексеевича и Варвары Севастьяновны.
- 77. Княжна Несвицкая, Варвара Дмитриевна (р.1786), дочь бригадира князя Дмитрия Михайловича и княгини Марии Ильиничны.
- 78. Княжна Несвицкая, Екатерина Дмитриевна, сестра предыдущей.
- 79. Обрезкова, Мария Александровна, дочь генерала от кавалерии, Выборгского губернатора Александра Васильевича и Анны Фёдоровны, рожд. Ермоловой; была замужем за Никитою Николаевичем Шеншиным.
- 80. Осипова, Екатерина Николаевна, дочь колл.асс. Николая Ивановича и Анны Сергеевны.
- 81. Обернибесова, Устинья Андреевна, дочь прапорщика Андрея Терентьевича.
- 82. Окунева, Варвара Семёновна, дочь генерал-майора Семёна Гаврииловича; была замужем за князем Александром Александровичем Черкасским (мать известного публициста князя В. А. Черкасского).
- 83. Огарева, Анастасия Сергеевна (р.1790), дочь отст. гв. подпоручика Сергея Алексеевича.
- 84. Оскерко, Елена Ксавериевна, дочь польского генерала.
- 85. Охлестышева, Надежда Фёдоровна, дочь д.ст.сов. Фёдора Михайловича.
- 86. Полонская, Анна Андреевна, дочь майора Андрея Ивановича и Надежды Александровны; окончила с шифром.
- 87. Путимцова, Федосья Тимофеевна, дочь колл.сов. Тимофея Андреевича.
- 88. Путята, Елизавета Петровна, дочь отст. ротмистра Петра Ивановича.
- 89. Пушкина, Екатерина Юрьевна (1788—1842), дочь подполковника Юрия Алексеевича и Надежды Герасимовны, рожд. Рахманиновой.
- 90. Потапова, Софья Николаевна, дочь тайн.сов. Николая Алексеевича.
- 91. Пущина, Аграфена Николаевна, дочь майора Николая Фёдоровича.
- 92. Протасова, Настасья Аврамовна, дочь надворн.сов. Аврама Семёновича.
- 93. Рошток, Екатерина Андреевна, дочь надворн.сов. Андрея Фёдоровича.
- 94. Рыбина, Екатерина Андреевна, дочь надворн.сов. Андрея Петровича.
- 95. Рачинская, Екатерина Михайловна, дочь колл.асс. Михаила Самойловича.
- 96. Рыкачева, Екатерина Степановна, дочь надворн.сов. Степана Васильевича.
- 97. Рындина, Варвара Кирилловна, дочь тайн.сов. Кирилла Степановича; окончила с шифром.
- 98. Семанж, Анна Васильевна, дочь подполковника.
- 99. Сикстель, Марья Христиановна, дочь майора.
- 100. Сикстель, Елена Христиановна, сестра предыдущей.
- 101. Скачкова, Марья Ивановна, дочь д.ст.сов..
- 102. Стойкина, Анна Степановна, дочь надворн.сов. Степана Дмитриевича.
- 103. Стойкина, Екатерина Степановна, сестра предыдущей.
- 104. Стойкина, Софья Степановна, сестра предыдущей.
- 105. Суханова, Вера Козьминична, дочь майора Козьмы Фёдоровича.
- 106. Селиванова, Настасья Алексеевна, дочь капитана Алексея Васильевича.
- 107. Смирнова, Александра Сергеевна, дочь колл.асс. Сергея Кирилловича.
- 108. Стемповская, Розалия, дочь польского шляхтича.
- 109. Старошершавина, Екатерина Ивановна, дочь колл.сов..
- 110. Скрипицына, Татьяна Ульяновна, дочь дворянина Новгородск. губ. Ульяна Фёдоровича.
- 111. Скрипицына, Надежда Степановна, дочь поручика Степана Степановича.
- 112. Графиня Толстая, Вера Ивановна, дочь бригадира и Кологривского уездного предводителя дворянства графа Ивана Андреевича и графини Анны Феодоровны, рожд. Майковой; была замужем за шт.-ротмистром Семёном Антоновичем Хлюстиным, сестра Толстого-Американца.
- 113. Графиня Толстая, Екатерина Ивановна, сестра предыдущей; была замужем за гв.капитаном Шупинским, сестра Толстого-Американца.
- 114. Княжна Туркестанова, Авдотья Васильевна (р. 1787), дочь колл.сов. и директора Экономии Смоленского Наместничества, князя Василия Борисовича и княгини Евфимии Алексеевны, рожд. Дуниной (смолянки 1-го выпуска); была замужем за Василием Яковлевичем Порошиным.
- 115. Титова, Вера Васильевна, дочь отст. полковника Василия Васильевича.
- 116. Фон-Тизенгаузен, Ульяна Карловна, дочь тит.сов..
- 117. Тибенкова, Екатерина Петровна, дочь отст. поручика Петра Павловича.
- 118. Тибенкова, Федосья Петровна, сестра предыдущей.
- 119. Княжна Урусова, Елизавета Никитична, дочь тайн.сов. князя Никиты Сергеевича.
- 120. Философова, Евгения Николаевна, дочь колл.асс. Николая Дмитриевича.
- 121. Фон-Фоларт, Елизавета Людвиговна, дочь колл.асс..
- 122. Хвостова, Прасковья Николаевна (р. 1788), дочь артиллерии капитана Николая Петровича и Надежды Ивановны, рожд. Шишковой.
- 123. Чашникова, Екатерина Александровна, дочь надворн.сов. Александра Ивановича.
- 124. Черкесова, Екатерина Павловна, дочь капитана Павла Ивановича.
- 125. Чихачева, Прасковья Николаевна, дочь д.ст.сов. Николая Матвеевича; окончила с шифром.
- 126. Чихачева, Екатерина Васильевна, дочь отст. гв. прапорщика Василия Яковлевича.
- 127. Шкот, Софья Андреевна, дочь генерал-майора Андрея Андреевича и Сарры Яковлевны.
- 128. Шмит, Елена Ивановна, дочь надворн.сов..
- 129. Шишкина, Мария Павловна, дочь отст. гв. прапорщика Павла Алексеевича.
- 130. Баронесса Шлиппенбах, Александра Антоновна, дочь надворн.сов. барона Антона Ивановича.
- 131. Якимовская, Мария Ивановна, дочь малороссийского возного Ивана Спиридоновича.
- 132. Шредер, Анна Еремеевна, дочь колл.асс. Еремея Фёдоровича.
- 133. Мусина-Пушкина, Мария Ивановна, дочь отст. генерал-майора Ивана Алексеевича и Марии Александровны, рожд. княжны Дадиани, внучка А. И. Мусина-Пушкина, издавшего «Слово о полку Игореве».

### 12-й выпуск, 1809 год
- 1. Аргамакова, Александра Андреевна, дочь майора Андрея Кондратьевича и Екатерины Григорьевны, рожд. Бордаковой.
- 2. Арсеньева, Анна Васильевна (1792 — 14.01.1832), дочь отст. бригадира, Московского губернского предводителя дворянства Василия Дмитриевича и Евдокии Александровны, рожд. Соймоновой.
- 3. Ахматова, Мария Исааковна, дочь майора Исаака Антиповича.
- 4. Ахлестышева, Варвара Фёдоровна, дочь ст. сов Фёдора Михайловича.
- 5. Ахте, Анна Ивановна.
- 6. Бакаева, Наталья Ивановна, дочь майора Ивана Михайловича; окончила с шифром.
- 7. Берхман, Ульяна Ивановна, дочь генерал-майора Ивана Фёдоровича.
- 8. Бедрицкая, Наталья Ивановна, дочь капитана Ивана Андреевича.
- 9. Беклешова, Екатерина Сергеевна, дочь генерал-лейтенанта Сергея Андреевича и Екатерины Ивановны, рожд. Осокиной; была замужем за надворн.сов. Брылкиным.
- 10. Принцесса Бирон, Луиза Карловна (р. 1793), дочь младшего сына Бирона, принца Карла-Эрнеста Курляндского и жены его, рожд княжны Понинской; окончила с шифром; была фрейлиной Их Величеств; была замужем за обер-шенком графом Михаилом Юрьевичем Виельгорским (2-я его жена).
- 11. Принцесса Бирон, Екатерина Карловна, сестра предыдущей; была фрейлиной Их Величеств; была замужем за обер-шенком графом Михаилом Юрьевичем Виельгорским (1-я его жена).
- 12. Баронесса Де Боде, Клементина Карловна; окончила с шифром.
- 13. Бооль, Доротея Ивановна, дочь генерал-лейтенанта Ивана Карловича.
- 14. Бошняк, Анна Карловна, дочь майора Карла Ивановича и Надежды Александровны.
- 15. Брылкина, Анна Михайловна, дочь колл.сов. Михаила Никитича.
- 16. Бухарина, Евдокия Николаевна, дочь майора Николая Фадеевича и Анны Михайловны.
- 17. Быкова, Варвара Васильевна, дочь майора Василия Михайловича.
- 18. Валуева, Наталья Дмитриевна, дочь надворн.сов. Дмитрия Михайловича.
- 19. Васильева, Александра Николаевна, дочь надворн.сов. Николая Осиповича.
- 20. Васкова, Мария Ивановна, дочь д.ст.сов. Ивана Кузьмича и Анны Ивановны, рожд. Ламб.
- 21. Вишневецкая, Прасковья Константиновна, дочь майора Константина Алексеевича.
- 22. Воеводская, Мария Иосифовна, дочь капитана Иосифа Яковлевича.
- 23. Волкова, Александра Петровна, дочь надворн.сов. Петра Васильевича.
- 24. Вындомская, Вера Петровна (? — 1868), дочь ст. сов Петра Фёдоровича.
- 25. Гамалей, Анна Петровна, дочь ротмистра Петра Николаевича и Анны Ивановны, рожд. Покорской-Жоравко; была замужем за капитаном Павлом Васильевичем Беловым.
- 26. Глинка, Софья Андреевна (р. 1787), дочь гв. подпоручика Андрея Ильича; была замужем за Петром Степановичем Лавровым.
- 27. Грушецкая, Мария Владимировна, дочь д.ст.сов. Владимира Сергеевича и Анастасии Сергеевны, рожд. Окуневой.
- 28. Длотовская, Елена Ивановна, дочь поручика Ивана Лукича.
- 29. Друкорт, Вера николаевна, дочь колл.асс. Николая Леонтьевича.
- 30. Эйлер, Дарья Ивановна, дочь отст. полковника.
- 31. Эйлер, Елизавета Ивановна, сестра предыдущей.
- 32. Естифеева, Елизавета Петровна, дочь колл.сов. Петра Петровича.
- 33. Жабина, Александра Андреевна, дочь корнета Андрея Фёдоровича.
- 34. Жукова, Евдокия Петровна, дочь колл.сов. Петра Михаиловича.
- 35. Ильинская, Евдокия Васильевна, дочь тит.сов. Василия Фёдоровича.
- 36. Карнович, Параскева Гавриловна (1791—1828), дочь коллежского советника, директора театральной части в московском Воспитательном доме Гавриила Степановича и Екатерины Андреевны, рожд. Засецкой; была замужем за Терским.
- 37. Карнович, София Гавриловна (1792—1858), сестра предыдущей.
- 38. Корсакова, Мария Дмитриевна, дочь генерал-майора.
- 39. Комнено, Екатерина Христофоровна, дочь генерал-майора, члена Инсп. Экспедиции Военной Коллегии Христофора Марковича и Марии Александровны; была замужем за Бессарабским вице-губернатором Матвеем Егоровичем Крупенским.
- 40. Комнено, Анна Христофоровна, сестра предыдущей, замужем за Петром Николаевичем Софиано.
- 41. Кламмер, Анна Фёдоровна, дочь надворн.сов. Фёдора Фёдоровича.
- 42. Клокачева, Мария Петровна, дочь майора Петра Алексеевича.
- 43. Кромина, Александра Евграфовна, дочь герольдмейстера Евграфа Кузьмича.
- 44. Криштофович, Елизавета Азарьевна, дочь майора Азария Тимофеевича и Ульяны Ильиничны, рожд. Шостак.
- 45. Лазарева, Вера Петровна, дочь тайн.сов. сенатора Петра Гаврииловича и Анны Андреевны, рожд. Якоби, сестра известного адмирала Михаила Петровича Лазарева; была замужем за д.ст.сов. Петром Петровичем Львовым (2-я его жена).
- 46. Ланская, Анна Петровна, дочь отст. полковника Петра Сергеевича.
- 47. Лисянская, Александра Ананьевна, дочь капитан-лейтенанта.
- 48. Лишевич-Бородулич, Любовь Яковлевна, дочь прапорщика Якова Самойловича.
- 49. Лукашевич, Варвара Лукинична, дочь генерал-майора Луки Михайловича.
- 50. Макарова, Надежда Петровна, дочь тит.сов. Петра Лукьяновича; в 1810—1812 г.г. была классной дамой в Имп. Воспит. Общ..
- 51. Мансурова, Юлия Александровна, дочь премьер-майора Александра Николаевича.
- 52. Мартьянова, Анна Ивановна, дочь капитана Ивана Яковлевича.
- 53. Матчина, Александра Егоровна, дочь майора.
- 54. Матчина, Мария Павловна, дочь надворн.сов. Павла Сергеевича.
- 55. Мистрова, Екатерина Ильинична, дочь отст. подпоручика Ильи Алексеевича.
- 56. Могилевцова, Александра Григорьевна, дочь майора Григория Петровича.
- 57. Мордвинова, Анна Николаевна, дочь инженер-прапорщика, впоследствии графа Николая Семёновича и Генриетты Александровна, рожд. Коблей.
- 58. Муравьёва, Прасковья Ивановна, дочь отст. артиллерии майора Ивана Матвеевича и жены его, рожд. Базаниной; была замужем за Ушаковым, убитым в 1813 г.
- 59. Нелидова, Алексанра Аггеевна, дочь капитан-лейтенанта Аггея Никитича.
- 60. Нелюбова, София Гавриловна, дочь капитана Гавриила Васильевича.
- 61. Нелюбова, Екатерина Алексеевна, дочь надворн.сов..
- 62. Николева, Елисавета Сергеевна, дочь надворн.сов. Сергея Алексеевича.
- 63. Озерова, Александра Ивановна, дочь ст. сов, Ивана Петровича и Надежды Васильевны, рожд. Скарятиной; окончила с шифром.
- 64. Парпура, Евдокия Максимовна, дочь надворн.сов. Максима Осиповича.
- 65. Портнова, Екатерина Николаевна, дочь надворн.сов. Николая Семёновича.
- 66. Савич, Анфиса Васильевна, дочь капитана Василия Васильевича.
- 67. Серебрякова, Наталья Гавриловна, дочь надворн.сов. Гавриила Ивановича.
- 68. Симишина, Анна Михайловна, дочь колл.сов. Михаила Панфиловича.
- 69. Старошершавина, Евдокия Ивановна, дочь колл.сов. Ивана Михайловича; окончила с шифром.
- 70. Талызина, Ксения Григорьевна, дочь отст. поручика Григория Семёновича.
- 71. Тарбеева, Любовь Михайловна, дочь подполковн. Михаила Александровича.
- 72. Тимофеева, Мария Козьминична, дочь капитана Козьмы Мартыновича.
- 73. Уварова, Елисавета Ивановна, дочь отст. артиллерии штык-юнкера Ивана Ильича.
- 74. Княжна Урусова, Анна Дмитриевна, дочь майора князя Дмитрия Михайловича.
- 75. Философова, Наталья Илларионовна, дочь инженер-капитана Иллариона Никитича.
- 76. Философова, Екатерина Илларионовна, сестра предыдущей.
- 77. Фон-Фохт, Наталья Петровна дочь отст. полковника Петра Андреевича.
- 78. Фон-Франк, Доротея Германовна.
- 79. Княжна Херхеулидзева, Татьяна Семёновна, дочь ст. сов; окончила с шифром, известна в литературных кругах 1820-х годов под именем Темиры, друг Козлова и Жуковского, писательница; была замужем за д.ст.сов. Владимиром Ивановичем Вейдемейером.
- 80. Княжна Херхеулидзева, Клеопатра Семёновна, сестра предыдущей.
- 81. Княжна Хованская, Варвара Ивановна, дочь полковника князя Ивана Сергеевича.
- 82. Храповицкая, Ольга Михайловна (р.1788) дочь тит.сов. Михаила Михайловича и Анастасии Ефимовны, рожд. Вальцовой; окончила с шифром; в 1812—1817 г.г. былa классной дамой в Имп. Воспит. Общ..
- 83. Чемесова, Варвара Ефимовна, дочь колл.сов. Ефима Петровича.
- 84. Чихачёва, Вера Николаевна, дочь д.ст.сов. Николая Матвеевича.
- 85. Чоглокова, Александра Николаевна, дочь надворн.сов. Николая Николаевича.
- 86. Чоглокова, Наталья Николаевна, сестра предыдущей.
- 87. Княжна Шаховская, Анна Михайловна, дочь отст. артиллерии капитана князя Михаила Александровича и кн. Елисаветы Сергеевны, рожд. Графини Головиной.
- 88. Шипова, Мария Павловна (1792—1870), дочь надворн.сов. Павла Антоновича и Елисаветы Сергеевны, рожд. Щулепниковой; окончила с шифром; была замужем за камергером и генерал-майором Николаем Николаевичем Леонтьевым; 36 лет состояла начальницей в Имп. Воспит. Общ., была пожалована в статс-дамы.
- 89. Шишкина, Олимпиада Петровна (01.07.1791 — 11.05.1854), дочь тит.сов. Петра Васильевича; окончила с шифром; была сначала фрейлиной В.Кн. Екатерины Павловны, а потом Имп. Александры Феодоровны; писательница («Заметки и воспоминания русской путешественницы по России в 1845 г.», «Князь Скопин-Шуйский, или Россия начала XVII столетия», «Прокопий Ляпунов, или междуцарствие в России» и др.).
- 90. Баронесса Шлиппенбах, Мария Антоновна, дочь надворн.сов. барона Антона Ивановича.
- 91. Шуханова, Варвара Даниловна, дочь отст. полковника; с 1812 г. была классной дамой в Имп. Воспит. Общ..
- 92. Юрьева, Павла Степановна, дочь надворн.сов. Степана Александровича.

- Луиза Бирон

### 13-й выпуск, 1812 год
- 1. Абрютина, Ольга Михайловна, дочь колл.асс. Михаила Ивановича.
- 2. Аплечеева, Елисавета Александровна, дочь флота капитан-лейтенанта Александра Васильевича.
- 3. Алферьева, Александра Николаевна, дочь тит.сов. Николая Ивановича и Александры Петровны.
- 4. Анреп, Елисавета Романовна, дочь генерал-лейтенанта.
- 5. Анреп, Софья Романовна, сестра предыдущей.
- 6. Антонова, Александра Андреевна, дочь ст. сов Андрея Ивановича.
- 7. Асеева, Надежда Петровна, дочь надворн.сов. Петра Алексеевича.
- 8. Фон-Ашеберг, Анна Фёдоровна, дочь отст. майора.
- 9. Баронесса Аш, Мария Казимировна.
- 10. Фон-Барбер, Мария Антоновна, дочь отст. ротмистра Антона Михайловича.
- 11. Бачманова, Мария Егоровна, дочь отст. премьер-майора Егора Ульяновича.
- 12. Бачманова, Мария Андреевна, дочь флота капитана бригадирского ранга Андрея Марковича.
- 13. Баукеева, Мария Гавриловна, дочь майора Гавриила Фомича.
- 14. Бейнер, Анжелика Владиславовна, дочь секретаря Военной Коллегии Комиссариатской экспедиции Владислава Гаврииловича; окончила с шифром.
- 15. Берг, Христина Бургартовна, дочь генерал-лейтенанта Бургарта Максимилиановича и Анны Ивановны, рожд. Дункер.
- 16. Белокопытова, Александра Семёновна, дочь инженер-полковника Семёна Фёдоровича; окончила с шифром.
- 17. Бибикова, Мария Ильинична, дочь ст. сов Ильи Ивановича.
- 18. Борейша, Ульяна Фоминична, дочь дворнина.
- 19. Бороздина, Мария Петровна, дочь колл.сов. Петра Саввича.
- 20. Бриммер, Вильгельмина Михайловна, дочь майора.
- 21. Буш, Екатерина Ивановна, дочь ст. сов.
- 22. Бутенева, Надежда Петровна, (р.1791), дочь колл.асс., городничего в г. Кашире Петра Семёновича и Александры Васильевны, рожд. Спафарьевой; окончила с шифром; была замужем за колл.асс. Татариновым.
- 23. Вахтина, Мария Васильевна, дочь колл.асс. Василия Фёдоровича.
- 24. Веригина, Татьяна Петровна, дочь капитана Петра Ивановича; в 1813—1815 г.г. была классной дамой в Имп. Воспит. Общ..
- 25. Волкова, Мария Леонтьевна, дочь майора Леонтия Тимофеевича.
- 26. Воронцова, Анна Алексеевна, дочь колл.асс. Алексея Герасимовича.
- 27. Княжна Волконская, Елисавета Григорьевна, дочь майора князя Григория Ивановича и кн. Екатерины Платоновны, рожд. Сумароковой; была фрейлиной; в 1825 г. вышла замуж за князя Хилкова Дмитрия Александровича.
- 28. Княжна Голицына, Елисавета Николаевна, (р.1797), дочь д.ст.сов., главного надзирателя СПБ Воспитательного Дома князя Николая Васильевича и кн. Марии Андреевны, рожд. княжны Корибут-Воронецкой; была белицей в новгородском Свято-Духовском монастыре.
- 29. Грушецкая, Елисавета Владимировна, дочь д.ст.сов., Владимира Сергеевича.
- 30. Гусева, Елисавета Гавриловна, дочь колл.асс. Гавриила Фёдоровича; окончила с шифром.
- 31. Данзас, Юлия Карловна, дочь генерал-майора; была фрейлиной.
- 32. Демор, Ольга Фёдоровна, дочь ст. сов Фёдора Ивановича.
- 33. Дерюгина, Елена Ивановна, дочь надворн.сов. Ивана Тимофеевича.
- 34. Дирина, Анна Егоровна, дочь колл.сов. Егора Наумовича.
- 35. Добржанская, София Дмитриевна, дочь колл.сов. Дмитрия Никифоровича.
- 36. Жабина, Варвара Андреевна, дочь отст. корнета.
- 37. Жураковская, Ольга Петровна, дочь колл.асс. Петра Николаевича.
- 38. Зелёная, Анастасия Николаевна, дочь флота лейтенанта Николая Степановича.
- 39. Зыкова, Елена Александровна, дочь ст. сов Александра Михайловича.
- 40. Квашнина-Самарина, Екатерина Владимировна, (10.06.1794 — 20.11.1877), дочь подполковника Владимира Ивановича; окончила с шифром; была фрейлиной Вел.кн. Анны Павловны; в 1818 г. вышла замуж за полковника л.-гв. гусарского Его Величества полка Михаила Петровича Родзянко; в 1839—1877 г.г. состояла начальницей С.-Петербургского училища ордена Св. Екатерины; в 1859 г. была пожалована кавалерственной дамой ордена Св. Екатерины малого креста.
- 41. Келлер, Мария Андреевна, дочь колл.сов..
- 42. Кобякова, Любовь Николаевна, дочь колл.асс. Николая Александровича.
- 43. Кологривова, Анна Михайловна, дочь поручика Михаила Петровича.
- 44. Колюбакина, Анастасия Александровна, дочь д.ст.сов..
- 45. Копосова, Евдокия Семёновна, дочь надворн.сов. Семёна Ивановича.
- 46. Корсак, Иоанна Викентьевна, дочь Белорусск.губ. Сенского повета подкомория.
- 47. Кох, Павлина Фёдоровна, дочь тайн.сов..
- 48. Княжна Кропоткина, Варвара Алексеевна, дочь колл.асс. князя Алексея Григорьевича.
- 49. Курош, Пелагея Фёдоровна, дочь поручика Фёдора Ивановича.
- 50. Баронесса Левенштерн, Юлия Карловна, дочь артиллерии полковника.
- 51. Баронесса Левенштерн, Софья Карловна, сестра предыдущей.
- 52. Леонтович, Варвара Фёдоровна, дочь колл.асс. Фёдора Васильевича.
- 53. Лодыгина, Александра Михайловна, дочь полковника Михаила Степановича.
- 54. Лыкошина, Елисавета Демьяновна, дочь подпоручика Демьяна Ивановича.
- 55. Ляхова, Варвара Никифоровна, дочь отст. корнета Никифора Григорьевича.
- 56. Майкова, Екатерина Николаевна, (1795—1884) дочь отст. д.ст.сов. Николая Александровича; была замужем за Петром Гавриловичем Сысоевым.
- 57. Мацкевич, Аграфена Васильевна, дочь подпоручика Василия Андреевича.
- 58. Машина, Елена Васильевна, дочь капитан-лейтенанта Василия Андреяновича.
- 59. Меллер, Елисавета Андреевна, дочь отст. артиллерии генерал-майора.
- 60. Мейсман, Элеонора Ивановна, дочь колл.сов..
- 61. Микулина, Мария Дмитриевна, дочь ст. сов.
- 62. Миклашевская, Мария Петровна, дочь майора Петра Павловича.
- 63. Михайлова, София Александровна, дочь ст. сов.
- 64. Михайлова, Екатерина Ивановна, дочь тит.сов..
- 65. Мышенкова, Прасковья Ивановна, дочь капитана Ивана Петровича.
- 66. Назимова, Прасковья Васильевна, дочь майора Василия Ивановича.
- 67. Небольсина, Анна Павловна, дочь флота капитана 1 ранга Павла Александровича; в 1815—1841 гг. была классной дамой в Имп. Воспит. Общ..
- 68. Нечаева, Елисавета Дмитриевна, дочь шт.-капитана Дмитрия Григорьевича.
- 69. Одинцова, Надежда Ивановна, дочь вице-адмирала.
- 70. Окунева, Вера Петровна, дочь капитана Петра Богдановича.
- 71. Ольденбург, Анна-Юлианна Фёдоровна, дочь отст. майора Фёдора Данииловича.
- 72. Баронесса фон-дер Пален, Луиза-Амалия Михайловна, дочь бригадира.
- 73. Подлуцкая, Татьяна Ивановна, дочь тит.сов. Ивана Яковлевича; в 1813—1828 гг. была преподавательницей музыки в Имп. Воспит. Общ..
- 74. Палибина, Ольга Васильевна, дочь флота капитан-лейтенанта Василия Михайловича.
- 75. Полчанинова, Елисавета Ивановна, дочь поручика.
- 76. Баронесса Притвиц, Мария Карловна, дочь майора лейб-кирасирского полка Карла Фёдоровича.
- 77. Радищева Анна Александровна, дочь ст. сов; в 1814—1841 гг. была классной дамой в Имп. Воспит. Общ..
- 78. Радищева, Фёкла Александровна, сестра предыдущей.
- 79. Раковская, Александра Степановна, дочь подпоручика.
- 80. Ребинина, Екатерина Александровна, дочь колл.асс. Александра Родионовича.
- 81. Резвая, Анна Николаевна, дочь д.ст.сов. Николая Петровича; окончила с шифром.
- 82. Романович, Екатерина Игнатьевна, дочь бывших польских войск ротмистра.
- 83. Ростиславская, Пелагея Антоновна, дочь майора.
- 84. Рюпина, Акилина Ильинична, дочь отст. капитана Ильи Максимовича; окончила с шифром.
- 85. Сарычева, Александра Алексеевна, дочь контр-адмирала Алексея Андреевича.
- 86. Тверитинова, Екатерина Алексеевна, дочь генерал-майора.
- 87. Тверитинова, Мария Алексеевна, сестра предыдущей.
- 88. Тимофеева, Екатерина Степановна, дочь надворн.сов. Семёна Григорьевича.
- 89. Тунцельман, Юлиана-Луиза Ивановна, дочь инженер-полковника; окончила с шифром.
- 90. Тушнева, Елизавета Михайловна, дочь флота капитана 1 ранга Михаила Михайловича; окончила с шифром.
- 91. Фетисова, Ирина Ивановна, дочь ст. сов Ивана Ильича.
- 92. Филимонова, Настасья Гавриловна, дочь ст. сов Гавриила Андреевича.
- 93. Цамутали, Елена Ивановна, дочь флота лейтенанта Ивана Степановича.
- 94. Чаликова, Марфа Антоновна, дочь полковника Антона Степановича.
- 95. Челищева, Анна Захаровна, дочь колл.сов. Захара Богдановича и Анны Андреевны.
- 96. Баронесса Черкасова, Анна Петровна, дочь колл.сов. барона Петра Александровича и баронессы Анны Петровны, рожд. Ивковой; была замужем за сенатором графом Петром Фёдоровичем Буксгевденом.
- 97. Чихачёва, Федосия Николаевна, дочь л.-гв. прапорщика Николая Яковлевича.
- 98. Шатилова, Мария Васильевна, дочь надворн.сов. Василия Михайловича.
- 99. Шатилова, Наталья Львовна, дочь отст. майора Льва Михайловича.
- 100. Шилинг, Матильда Ивановна, дочь польского камергера.
- 101. Шульгина, Макрина Макаровна, дочь надворн.сов. Макара Васильевича.
- 102. Щупинская, Анна Ивановна, дочь майора Ивана Александровича.
- 103. Языкова, Александра Петровна (1796—1864), дочь генерал-майора Петра Григорьевича и Александры Васильевны, рожд. баронессы Менгден-фон-Альтенвога; была замужем за графом Ивеличем.
- 104. Яниш, Мария Ефимовна, дочь отставного генерал-майора Ефима Андреевича.

- Екатерина Родзянко

### 14-й выпуск, 1815 год
- 1. Аверкиева, Анна Михайловна, дочь колл.сов. Михаила Ивановича и Акилины Гавриловны.
- 2. Фон- Адлерберг, Екатерина Густавовна (р. 23 марта 1797 г.), дочь флота капитан-лейтенанта фон — Эриха-Густава и Екатерины Вильгельмовны, рожд. Лейонстен; окончила с шифром.
- 3. Анреп, Мария Романовна, дочь генерал-лейтенанта; окончила с шифром.
- 4. Анреп, Доротея Романовна, сестра предыдущей.
- 5. Базина, Варвара Алексеевна, дочь генерал-лейтенанта Алексея Осиповича.
- 6. Бейнер, Любовь Владиславовна, дочь колл.секр Владислава Гавриловича.
- 7. Бекетова, Александра Аполлоновна (р.1797), дочь надворн.сов. Аполлона Николаевича и Прасковьи Петровны, рожд. Опочининой; была замужем за подпоручиком Ермолаевым.
- 8. Благово, Екатерина Фёдоровна, дочь надворн.сов..
- 9. Болотникова, Анна Павловна, дочь поручика Павла Сергеевича.
- 10. Болотникова, Елисавета Фёдоровна, дочь майора Фёдора Ивановича и Екатерины Николаевны.
- 11. Бровцына, Татьяна Николаевна, дочь надворн.сов. Николая Степановича.
- 12. Фон- Бушен, Амалия Николаевна, дочь генерал-лейтенанта; окончила с шифром.
- 13. Белокопытова, Прасковья Семёновна, дочь инженер-полковника Семёна Фёдоровича.
- 14. Владыкина, Мария Ивановна, дочь колл.асс..
- 15. Власова, Александра Васильевна, дочь корабельного мастера VII класса.
- 16. Власова, Мария Васильевна, сестра предыдущей.
- 17. Волкова, Ульяна Васильевна, дочь колл.секр Василия Ивановича; в 1818—1846 г.г. была классной дамой в Имп. Воспит. Общ..
- 18. Воронина Надежда Фёдоровна, дочь д.ст.сов..
- 19. Княжна Гагарина, Анна Алексеевна, дочь колл.рег..
- 20. Княжна Гагарина, Ольга Алексеевна, сестра предыдущей.
- 21. Геринг, Екатерина Ивановна, дочь отст. артиллерии генерал-майора.
- 22. Гербель, Ульяна Густавовна, дочь генерал-лейтенанта.
- 23. Давыдова, Анна Ивановна, дочь колл.асс. Ивана Егоровича; окончила с шифром.
- 24. Давыдова, Авдотья Николаевна, дочь поручика Николая Ивановича.
- 25. Демидова, Анна Григорьевна, дочь отставного генерал-майора, потом гофмейстера, Григория Александровича и Екатерины Петровны, рожд. княжны Лопухиной; была фрейлиной; в 1831 г. вышла замуж за Александра Егоровича Энгельгардта.
- 26. Княжна Долгорукая, Ольга Васильевна.
- 27. Забелло, Елена Андреевна, дочь корнета Андрея Кирилловича и Стефаниды Ивановны.
- 28. Заливкина, Александра Андреевна, дочь надворн.сов..
- 29. Золотухина, Прасковья Афанасьевна, дочь колл.сов. Афанасия Ивановича.
- 30. Зыкова, Александра Петровна, дочь колл.асс. Петра Сергеевича.
- 31. Иванова, Марья Андреевна, дочь колл.асс. Андрея Ивановича.
- 32. Ивашкина, Елисавета Ивановна, дочь губ.секр. Ивана Васильевича.
- 33. Ирецкая, Варвара Фёдоровна, дочь отст. капитана Фёдора Егоровича.
- 34. Кадеус, Елисавета Осиповна, дочь ст. сов Осипа Андреевича.
- 35. Калиновская, Евдокия Ивановна, дочь бригадира; в 1819—1848 гг. была классной дамой в Имп. Воспит. Общ..
- 36. Княжна Кострова, Надежда Григорьевна, дочь Порховского помещика князя Григория Прокофьевича.
- 37. Киткина, Елена Ювенальевна, дочь подпоручика Ювеналия Ивановича.
- 38. Книпер, Наталья Фёдоровна, дочь полковника.
- 39. Колюбакина, Александра Фёдоровна, дочь флота капитан-лейтенанта Фёдора Андреевича.
- 40. Копосова, Наталья Семёновна, дочь надворн.сов. Семёна Ивановича.
- 41. Корсакова, Прасковья Никифоровна, дочь тит.сов. Никифора Гаврииловича.
- 42. Кривская, Екатерина Васильевна, дочь поручика Василия Васильевича и Анны Ивановны.
- 43. Крымова, Мария Никитична, дочь надворн.сов. Никиты Ивановича и Прасковьи Севастьяновны, впоследствии инокиня Варсонофия (в СПБ Новодевичьем монастыре).
- 44. Ксиландер, Степанида ивановна, дочь поручика тит.сов..
- 45. Голенищева-Кутузова, Варвара Михайловна, дочь отст. капитана 2-го ранга Михаила Ивановича.
- 46. Голенищева-Кутузова, Александра Васильевна, дочь камер-цалмейстера.
- 47. Голенищева-Кутузова, Екатерина Васильевна, сестра предыдущей.
- 48. Лескова, Екатерина Яковлевна, дочь колл.асс..
- 49. Лыкошина, Вера Демьяновна, дочь подпоручика Демьяна Ивановича и Февронии Григорьевны.
- 50. Лисянская, Анна Ананьевна, дочь флота капитан-лейтенанта.
- 51. Маврина, Мария Александровна, дочь надворн.сов. Александра Егоровича.
- 52. Мышенкова, Любовь Ивановна, дочь капитана Ивана Петровича.
- 53. Де-Мор, Татьяна Фёдоровна, дочь ст. сов.
- 54. Мосолова, Мария Николаевна, дочь вице-адмирала.
- 55. Матюшкина, Анна Михайловна († 21 июня 1822 г.), дочь морской артиллерии унтер-лейтенанта Михаила Васильевича и Елисаветы Васильевны, рожд. Грушецкой.
- 56. Можайская, Анна Тимофеевна, дочь д.ст.сов. Тимофея Ивановича и Варвары Павловны; в 1816—1822 гг. была классной дамой в Имп. Воспит. Общ..
- 57. Меллер, Александра Сергеевна, дочь колл.асс..
- 58. Маркова, София Яковлевна, дочь д.ст.сов..
- 59. Микулина, София Яковлевна, дочь майора.
- 60. Микулина, Феодосия Яковлевна, сестра предыдущей.
- 61. Назимова, София Васильевна, дочь майора Василия Ивановича.
- 62. Окунева, Любовь Петровна, дочь капитана Петра Богдановича.
- 63. Оконишникова, Мария Васильевна, дочь ст. сов; окончила с шифром.
- 64. Оконишникова, Татьяна Васильевна, сестра предыдущей; в 1815—1820 гг. была классной дамой в Имп. Воспит. Общ..
- 65. Обер, Анна Осиповна, дочь ст. сов.
- 66. Овечкина, Елена Гавриловна, дочь генерал-майора.
- 67. Панафидина, Елена Фёдоровна, дочь подпоручика Фёдора Никифоровича и Марии Семёновны.
- 68. Перфильева, Любовь Саввишна, дочь губернского регистр. Саввы Алексеевича и Анны Фёдоровны.
- 69. Петрова, Варвара Ивановна, дочь премьер-майора Ивана Фёдоровича.
- 70. Потёмкина, Варвара Дмитриевна (р. 1796), дочь ротмистра Дмитрия Алексеевича и Анны Ивановны, рожд. Пенской.
- 71. Пыпина, Прасковья Александровна, дочь майора.
- 72. Першина, Наталья Петровна, дочь полковника.
- 73. Подобедова, Анна Сергеевна, дочь д.ст.сов..
- 74. Раковская, Анастасия Степановна, дочь подпоручика Степана Михайловича и Февронии Антоновны.
- 75. Раевская, Наталья Федосеевна, дочь майора Федосия Михайловича.
- 76. Раевская, Александра Федосеевна, сестра предыдущей.
- 77. Ратькова, Александра Аврамовна, дочь флигель-адъютанта, полковника Аврама Петровича и Анны Александровны; окончила с шифром.
- 78. Ратькова, Елисавета Аврамовна, сестра предыдущей.
- 79. Речь, Анна Карловна, дочь подполковника.
- 80. Силичева, Анна Григорьевна, дочь капитана Григория Васильевича.
- 81. Солонина, Мария Николаевна, дочь надворного и Суда Генерального Черниговского 1-го департамента советника Николая Фёдоровича и Наталии Степановны, рожд. Карлицкой.
- 82. Квашнина-Самарина, Анна Владимировна, дочь подполковника Владимира Ивановича.
- 83. Свечина, Мария Ивановна († 1868), дочь ротмистра Ивана Ивановича и Дарьи Александровны.
- 84. Савицкая, Варвара Васильевна, дочь ст. сов.
- 85. Суслова, Александра Афанасьевна, дочь полковника Афанасия Иудовича.
- 86. Сарычева, Любовь Алексеевна, дочь контр-адмирала; окончила с шифром.
- 87. Степанова, Наталья Петровна, дочь надворн.сов..
- 88. Сахновская, Макрина Михайловна, дочь Черниговского вице-губернатора, ст. сов Михаила Акимовича и Екатерины Федотовны, рожд. Новиковой.
- 89. Стогова, Агафья Ивановна, дочь прапорщика Ивана Марковича и Евфросинии Афанасьевны.
- 90. Сталинская, Мария Михайловна.
- 91. Семенникова, Пелагея Тихоновна, дочь секунд-майора Тихона Сидоровича и Ульяны Афанасьевны.
- 92. Суворова, Александра Евграфовна, дочь поручика Евграфа Васильевича и Ульяны Афанасьевны.
- 93. Тетеревникова, Евдокия Никитична, дочь ст. сов Никиты Семёновича и Домникии Осиповны.
- 94. Тютчева, Пелагея Дмитриевна, дочь подполковника Дмитрия Николаевича и Анны Николаевны, рожд. Титовой; была замужем за Лизандером.
- 95. Графиня Толстая, София Дмитриевна, дочь генерал-майора графа Дмитрия Борисовича и гр. Елисаветы Андреевны, рожд. Закревской.
- 96. Тверитинова, Анна Васильевна, дочь майора.
- 97. Телепнева, Елисавета Стахеевна, дочь генерал-лейтенанта Стахея Никитича и Анны Сергеевны; окончила с шифром.
- 98. Телепнева, Мария Стахеевна, сестра предыдущей.
- 99. Толмачёва, Авдотья Никитична, дочь колл.рег..
- 100. Устимович, Варвара Прокофьевна, дочь ст. сов Прокофия Андреевича Сахно-Устимович и Александры Андреевны, рожд. Волковой; была замужем за Евгением Андреевичем Ратаевым.
- 101. Ушакова, Варвара Павловна, дочь полковника.
- 102. Фелькнер, Елисавета Фёдоровна, дочь полковника.
- 103. Княжна Херхеулидзева, Наталья Семёновна, дочь ст. сов князя Семёна Захарьевича.
- 104. Ховрина, Екатерина Васильевна.
- 105. Графиня Цукато, Юлия Егоровна, дочь генерал-майора графа Егора Гавриловича и гр. Марии Ивановны.
- 106. Графиня Цукато, Александра Егоровна, сестра предыдущей.
- 107. Чагина, Варвара Петровна, дочь секунд-майора Петра Петровича.
- 108. Чаликова, Мария Антоновна, дочь подполковника л.-гв. Уланск. полка.
- 109. Шиллер, Луиза Егоровна, дочь полковника.
- 110. Фон-Шельтинг, Екатерина Романовна, дочь флота капитана 1-го ранга.
- 111. Шупинская, Надежда Ивановна, дочь майора; окончила с шифром.
- 112. Шрейдер, Елена Петровна, дочь полковника.
- 113. Яниш, Анна Ефимовна, дочь генерал-майора.
- 114. Нелидова, Мария Васильевна; окончила с шифром († 1870 г.); дочь тайн.сов., сенатора Василия Ивановича и Анастасии Алексеевны, рожд. Сенявиной; была замужем за министром Имп. Двора, генерал-адъютантом графом Владимиром Фёдоровичем Адлербергом; была статс-дамой.

### 15-й выпуск, 1818 год
- 1. Фон-Адлерберг, Анна Яковлевна, дочь флота капитан-лейтенанта, начальника над Ревельским портом Якова Фёдоровича и Амалии … , рожд. Штольценвальд.
- 2. Аничкова, Елисавета Кондратьевна, дочь полковника Кондратия Сергеевича и Александры … , рожд. Вальховской (2-я его жена Анна Петровна Ханыкова.
- 3. Аршеневская, Варвара Андреевна, дочь майора Андрея Ивановича.
- 4. Княжна Багратион, Александра Александровна.
- 5. Балкашина, Анастасия Николаевна, дочь колл.асс. Николая Петровича и Надежды Даниловны.
- 6. Балкашина, Надежда Ивановна, дочь надворн.сов. Ивана Тимофеевича и Марфы Алексеевны, рожд. Есиповой.
- 7. Баркгаузен, Елисавета Давыдовна, дочь капитана.
- 8. Бачманова, Евпраксия Евграфовна, дочь надворн.сов. Ефграфа Никифоровича.
- 9. Бекман, Варвара Петровна, дочь майора.
- 10. Белли, Вильгельмина Карловна, дочь тит.сов..
- 11. Бестужева, Мария Александровна, дочь ст. сов Александра Федосеевича, сестра декабриста и писателя Марлинского.
- 12. Бобоедова, Вера Ивановна, дочь поручика Ивана Фёдоровича.
- 13. Боль, Елисавета Ивановна, дочь генерал-лейтенанта.
- 14. Бороздина, Устинья Фоминична, дочь майора Фомы Степановича.
- 15. Бороздина, София Петровна, дочь колл.сов..
- 16. Борщова, Александра Михайловна, дочь полковника Михаила Андреевича; окончила с шифром.
- 17. Брант, София Сергеевна, дочь надворн.сов. Сергея Петровича.
- 18. Бровцына, Елисавета Петровна, дочь генерал-майора Петра Севастьяновича.
- 19. Бухвостова, Прасковья Степановна, дочь сержанта Степана Степановича.
- 20. Быкова, Фёкла Петровна, дочь Новоладожского помещика Петра Васильевича.
- 21. Де-Вальмонт, София Густавовна, дочь поручика.
- 22. Вальховская, Аграфена Михайловна, дочь флота капитана I ранга.
- 23. Ваценко, Екатерина Яковлевна, дочь колл.сов..
- 24. Волховская, Елена Григорьевна, дочь надворн.сов. Григория Ивановича.
- 25. Волховская, Александра Григорьевна, сестра предыдущей.
- 26. Фон-дер-Визе, Екатерина Ивановна, дочь генерал-лейтенанта.
- 27. Графиня Витгенштейн, Эмилия Петровна, дочь генерала от кавалерии, члена Госуд. Совета и фельдмаршала, графа, впоследствии светлейшего князя, Петра Христиановича и графини Антуаетты Станиславовны, рожд. Снарской; была замужем за князем Петром Ивановичем Трубецким, впоследствии сенатором.
- 28. Витовтова, Александра Александровна, дочь генерал-лейтенанта.
- 29. Войнова, Ольга Ивановна, дочь надворн.сов. Ивана Фёдоровича.
- 30. Княжна Волконская, Анна Юрьевна, дочь полковника князя Юрия Николаевича и Александры Петровны, рожд. Бабушкиной.
- 31. Воронина, Мария Фёдоровна, дочь д.ст.сов. Фёдора Фокича.
- 32. Воронова, Елена Фёдоровна, дочь прапорщика Фёдора Харитоновича; окончила с шифром.
- 33. Воронова, Наталья Фёдоровна, дочь генерал-майора.
- 34. Гаврилова, Анна Фёдоровна, дочь колл.асс. Фёдора Гавриловича.
- 35. Фон-Гаузен, Прасковья Генриховна, дочь колл.асс. Фон-Генриха Фёдоровича.
- 36. Гжелинская, Мария Фёдоровна, (р. 1800 г.), дочь колл.асс. Фёдора Алексеевича и Екатерины Фёдоровны, рожд. Красовской.
- 37. Княжна Голицына, Варвара Николаевна, дочь д.ст.сов. князя Николая Васильевича и княгини Марии Андреевны, рожд. княжны Воронецкой-Корибут.
- 38. Гринёва, Варвара Семёновна, дочь майора Семёна Петровича.
- 39. Денисьева, Варвара Дмитриевна, дочь прапорщика Дмитрия Александровича.
- 40. Дункер, Шарлотта Карловна, дочь полковника Шведской службы; окончила с шифром; в 1818—1827 г.г. была классной дамой в Имп. Воспит. Общ..
- 41. Дункер, Эмилия Карловна, сестра предыдущей.
- 42. Дьякевич, Люция Казимировна, дочь помещика Могилёвской губ. Казимира Фаддеевича.
- 43. Евсюкова, Елисавета Михайловна, дочь колл.сов..
- 44. Езерская, Александра Осиповна, дочь майора Витебского мушкетёрского полка.
- 45. Ефимова, Ольга Ивановна, дочь майора Ивана Алексеевича и Анны.
- 46. Зварыкина, Елисавета Фёдоровна, дочь генерал-лейтенанта.
- 47. Золотухина, Мария Афанасьевна, дочь колл.сов. Афанасия Ивановича.
- 48. Ивина, Ольга Петровна, дочь артиллерии капитана Петра Ивановича.
- 49. Ивкова, Наталья Ивановна, дочь прапорщика Ивана Дмитриевича и Акилины Андреевны.
- 50. Ивкова, Елисавета Яковлевна, дочь поручика Якова Васильевича и Александры Никитичны.
- 51. Извекова, Любовь Алексеевна, дочь колл.асс..
- 52. Измайлова, Екатерина Васильевна, дочь майора Василия Васильевича.
- 53. Камараш, Александра Ильинична, дочь колл.сов. Ильи Антоновича.
- 54. Козловская, Екатерина Дмитриевна; окончила с шифром.
- 55. Княжна Колунчакова, Ольга Алексеевна, дочь колл.асс..
- 56. Корсакова, Варвара Александровна, дочь отст. гв. прапорщика Александра Степановича; окончила с шифром.
- 57. Крейтер, София Богдановна, дочь д.ст.сов..
- 58. Кругликова, Анастасия Ивановна, дочь подполковн. Ивана Венедиктовича.
- 59. Голенищева-Кутузова, Анна Николаевна, дочь капитана Николая Васильевича и Александра Яковлевны.
- 60. Лаврентьева, Федора Васильевна, дочь колл.сов. Василия Лаврентиевича.
- 61. Левандо, Александра Александровна, дочь ст. сов.
- 62. Левандо, София Александровна, сестра предыдущей.
- 63. Лесли, Анна Доримедонтовна, дочь тит.сов. Доримедонта Николаевича.
- 64. Лодыгина, Прасковья Петровна, дочь городового секр. Петра Ивановича.
- 65. Малоземова, Вера Яковлевна, дочь ст. сов, инспектора над классами Имп. Воспит. Общ..
- 66. Мамаева, Елисавета Петровна, дочь отставного генерал-майора Петра Даниловича.
- 67. Маркевич, София Андреевна, дочь генерал-майора.
- 68. Матрасенкова, Елена Петровна, дочь колл.асс. и Екатерины Павловны.
- 69. Мельникова, Елисавета Ивановна, дочь ст. сов Ивана Андреевича.
- 70. Мерлина, Анна Павловна, дочь артиллерии генерал-майора.
- 71. Баронесса фон-Мершед-Гюллесем, Марья Карловна.
- 72. Княжна Мещерсая, Екатерина Степановна, дочь ротмистра князя Степана Ипполитовича.
- 73. Микулина, Елисавета Яковлевна, дочь майора Якова Васильевича и Екатерины Григорьевны.
- 74. Мордвинова, Варвара Ивановна, (р. 28 янв. 1802 † 25 апр. 1835), дочь колл.асс. Ивана Яковлевича и Анастасии Яковлевны, рожд. Подвысоцкой; была замужем за тит.сов. Фёдором Семёновичем Метлиным.
- 75. Мордвинова, София Владимировна, дочь генерал-майора Владимира Михайловича.
- 76. Муравьёва-Апостол, Анна Ивановна (р.1797), дочь тайн.сов., сенатора, посланника в Гамбурге, потом в Мадриде, члена Коллегии Иностранных Дел, товарища министра Народн. Просвещения и писателя, Ивана Матвеевича и Анны Семёновны, рожд. Черноевич; была замужем за Хрущёвым.
- 77. Надеина, Любовь Сергеевна, дочь колл.асс. Сергея Фёдоровича.
- 78. Нащокина, Анна Николаевна, дочь майора Николая Михайловича.
- 79. Нелединская, Александра Михайловна, дочь флота капитана I ранга Михаила Николаевича и Таисии Васильевны; окончила с шифром; была замужем за артиллерии поручиком Александром Александровичем Нелединским.
- 80. Нелюбохтина, Александра Васильевна.
- 81. Непейцына, Надежда Сергеевна, дочь генерал-майора Сергея Васильевича.
- 82. Нордштейн, Екатерина Васильевна, дочь Кронштадской Контрольной Экспедиции советника, кап.-лейтенанта Василия Николаевича.
- 83. Овсянникова, Анастасия Александровна, дочь генерал-майора Александра Степановича.
- 84. Ошанина, Любовь Дмитриевна, дочь капитана Дмитрия Васильевича.
- 85. Панютина, Евпраксия Александровна, дочь прапорщика Александра Ивановича и Прасковьи Дмитриевны.
- 86. Панютина, Мария Сергеевна, дочь поручика Сергея Алексеевича.
- 87. Дель-Пардо, Клементина Венедиктовна, дочь испанского генерала.
- 88. Пестова, Мария Васильевна, дочь тит.сов. Василия Семёновича.
- 89. Петрова, Анна Филипповна, дочь подполковника.
- 90. Подобедова, Мария Сергеевна, дочь д.ст.сов. Сергея Ивановича.
- 91. Подобедова, Варвара Сергеевна, сестра предыдущей.
- 92. Политковская, Екатерина Николаевна, дочь ст. сов.
- 93. Постельникова, Авдотья Евгеньевна, дочь колл.сов. Евгения Яковлевича и Марии Николаевны.
- 94. Потёмкина, Любовь Сергеевна, дочь колл.асс. Сергея Дмитриевича.
- 95. Прево-де-Люмиан, Елисавета Ивановна, дочь генерал-майора, члена Военно-Учебного Комитета Ивана Ивановича.
- 96. Фон-Риттер, Гедвига-Кристина Егоровна, дочь генерал-лейтенанта фон-Егора Ивановича.
- 97. Рихтер, Мария Козьминична, дочь дворянина.
- 98. Румянцова, Варвара Ивановна, дочь колл.сов. Ивана Александровича и Аграфены Андреевны.
- 99. Квашнина-Самарина, Любовь Павловна, дочь артиллерии капитана Павла Ивановича.
- 100. Квашнина-Самарина, Александра Владимировна, дочь отст. подполковника Владимира Ивановича.
- 101. Санкина, Екатерина Михайловна, дочь колл.сов. Михаила Андреевича.
- 102. Слизунова, Елена Ивановна, дочь инженер-майора Ивана Евсеевича.
- 103. Слонецкая, Анна Демьяновна, дочь надворн.сов., учителя Имп. Воспит. Общ. Демьяна Гаврииловича; окончила с шифром; в 1820—1846 г.г. была классной дамой в Имп. Воспит. Общ..
- 104. Смирнова, Мария Логгиновна, дочь помещика Тверской губ. Логгина Михайловича.
- 105. Спиллер, Екатерина Карловна, дочь хорунжего Карла Степановича.
- 106. Фон-Стакельберг, Каролина Карловна, дочь тит.сов. фон-Карла Адамовича.
- 107. Старицына, Мария Козьминична, дочь колл.асс. Козьмы Дементьевича; в 1820—1825 г.г. была классной дамой в Имп. Воспит. Общ..
- 108. Стенгоф, Луиза Густавовна, дочь поручика бывшей шведской службы.
- 109. Стенгоф, Каролина Густавовна, сестра предыдущей.
- 110. Стрежнева, Анна Петровна, дочь надворн.сов. Петра Ивановича и Марии Ильиничны.
- 111. Светлейшая княжна Суворова-Италийская, графиня Рымникская, Мария Аркадьевна, дочь генерал-лейтенанта князя Аркадия Александровича и княгини Елены Александровны, рожд. Нарышкиной; внучка князя А. В. Суворова-Рымникского; окончила с шифром; была замужем за генерал-лейтенантом, князем Михаилом Михайловичем Голицыным.
- 112. Суслова, Александра Петровна, дочь майора.
- 113. Титова, Анна Михайловна, дочь колл.асс. и Прасковьи Фёдоровны.
- 114. Фон-Толь, Луиза Александровна, дочь колл.асс..
- 115. Томашевская, Анастасия Степановна, дочь колл.сов. Степана Семёновича.
- 116. Фон-Триттгоф, Мария Густавовна, дочь колл.сов. Густава Фёдоровича; окончила с медалью; в 1819—1851 г.г. была классной дамой в Имп. Воспит. Общ.; скончалась монахиней.
- 117. Фон-Тунцельман, Амалия Ивановна, дочь инженер-полковника.
- 118. Харламова, Екатерина Николаевна, дочь ст. сов Николая Гаврииловича.
- 119. Худякова, Екатерина Васильевна, дочь поручика Василия Петровича.
- 120. Цеге-Мантейфель, Амалия Николаевна, дочь польского камергера.
- 121. Цеге-Мантейфель, Мария Николаевна, сестра предыдущей.
- 122. Цеге-Мантейфель, Екатерина Николаевна, сестра предыдущих.
- 123. Чернева, Екатерина Дмитриевна, дочь поручика Дмитрия Васильевича и Анны Петровны.
- 124. Чихачева, Ольга Васильевна, дочь прапорщика Василия Яковлевича.
- 125. Чичерина, Екатерина Николаевна, дочь колл.сов. Николая Сергеевича и Анны Михайловны.
- 126. Княжна Шаховская, Мария Егоровна, дочь майора князя Егора Ивановича.
- 127. Шевич, Варвара Ивановна, дочь генерал-лейтенанта Ивана Егоровича; окончила с шифром.
- 128. Шипова, Домна Павловна, дочь надворн.сов.; окончила с шифром; была замужем за отст. полковником Михаилом Степановичем Веселовским (2-я его жена).
- 129. Шульгина, Аграфена Дмитриевна, дочь майора Дмитрия Егоровича.
- 130. Шушерина, Александра Семёновна, дочь прапорщика и Дарьи Ивановны.
- 131. Юхарева, Анна Меркуриевна, дочь подполковника, Шлиссельбургского плац-майора Меркурия Ивановича.
- 132. Яковлева, Александра Ивановна, дочь генерал-лейтенанта.
- 133. Яковлева, Татьяна Ивановна, сестра предыдущей.
- 134. Мордвинова, Аграфена Саввична, дочь капитан-лейтенанта.
- 135. Рейх, Дарья Миновна, дочь Горийского коменданта.
- 136. Заливкина, Александра Андреевна, дочь надворн.сов..

### 16-й выпуск, 1821 год
- Бахтина, Дарья Ивановна
- Дубровицкая, Дарья Фёдоровна
- Зарина, Дарья Александровна
- Раковская, Дарья Николаевна
- Анненская, Александра Николаевна
- Ендаурова, Александра Николаевна
- Попова, Олимпиада Павловна
- Попова, Надежда Павловна
- Бибикова, Анастасия Юрьевна
- Бибикова, Мария Юрьевна
- Княжна Оболенская (в замужестве Толстая), Мария Юрьевна
- Арцыбашева, Ольга Ивановна
- Лаврова, Ольга Ивановна

### 17-й выпуск, 1824 год
- Тарасова, Варвара Петровна
- Тарасова, Анна Петровна
- Барятинская, Ольга Ивановна
- Тимковская, Ольга Ивановна
- Княжна Голицына, Вера Дмитриевна
- Княжна Мышецкая, Олимпиада Михайловна
- Княжна Мышецкая, Анна Александровна
- Княжна Голицына, Анна Петровна
- Воейкова Мария Васильевна, дочь колл. сов. Василия Ивановича

### 19-й выпуск, 1830 год
- Дубенская, Варвара Ивановна
- Дубенская, Екатерина Ивановна
- Фомина, Елисавета Ивановна
- Фомина, Александра Ивановна
- Воейкова, Евдокия Васильевна
- Баронесса Врангель, Ида Ермолаевна
- Кульнева, Елена Михайловна

### 20-й выпуск, 1833 год
- Закревская, Елизавета Дмитриевна
- Горемыкина, Ольга Ивановна
- Баронесса фон Врангель, Анна Григорьевна
- Некрасова, Елена Александровна
- Кононович, Ольга Ивановна
- Фишер, Ольга Ивановна
- Комарова, Елисавета Васильевна
- Реми, Шарлотта Гавриловна

### 21-й выпуск, 1836 год
- Гилленшмидт, Дарья Григорьевна
- Демидова, Александра Николаевна
- Керн, Екатерина Ермолаевна
- Курута, Ольга Ивановна
- Нахимова, Александра Николаевна
- Сафонова, Наталья Ивановна
- Стрекалова, Елисавета Степановна
- Сушкова, Александра Николаевна
- Ужумедзская-Грицевич, Мария Ивановна
- Цвиленева, Мария Ивановна
- Тихановская, Александра Васильевна

- Екатерина Керн

### 22-й выпуск, 1839 год
- Энгельгардт (в замужестве
Томилова), Ольга Александровна
- Тыркова, Александра Алексеевна

### 23-й выпуск, 1842 год
- Полтавцева (в замужестве Скобелева), Ольга Николаевна
- Жаринова, Ольга Ивановна
- Баранова, Надежда Николаевна
- Перфильева, Анна Макаровна

- Ольга Полтавцева

### 24-й выпуск, 1845 год
- Княжна Мышецкая, Олимпиада Гаврииловна
- Дурова, Дарья Николаевна
- Бриммер, Дарья Густавовна
- Рогинская, Апполинария Ивановна
- Буткова, Мария Ивановна
- Грушецкая, Мария Ивановна
- Нефедьева, Александра Николаевна
- Гандина, Александра, Николаевна
- Попова, Софья Васильевна

### 25-й выпуск, 1848 год
- Бурман, Елена Ивановна (в замужестве Молоховец) (1831—1918) — отец — архангельский чиновник, статский советник Иван Ермолаевич Бурман, мать — Екатерина Дмитриевна. Классик русской кулинарной литературы, автор знаменитой книги «Подарок молодым хозяйкам»
- Таптыкова, Евдокия Ивановна
- Бикбулатова, Мария Яковлевна
- Княжна Путятина, Апполинария Лаврентьевна
- Баженова, Мария Ивановна
- Ельчанинова, Екатерина Ивановна (в замужестве Невельская) (1831—1879) — дочь дворян Ивана Матвеевича Ельчанинова и Марии Николаевны, урождённой Зариной, племянница В. Н. Зарина[4], жена адмирала Г. И. Невельского
- Голицына, Елена Михайловна (1832—1885) — княжна, дочь генерала М. М. Голицына, с 1858 года замужем за князем Владимиром Васильевичем Голицыным (1830—1886), сыном В. С. Голицына
- Остроградская, Ольга Ивановна
- Балакшина, А. В. — Начальница СПб Александровской гимназии)

### 26-й выпуск, 1851 год
- Баранова, Екатерина Николаевна
- Денисьева, Александра Урвановна
- Денисьева, Елена Александровна
- Налибина, Александра Николаевна
- Литке (Анзимирова), Мария Николаевна
- Тютчева, Дарья Фёдоровна
- Тютчева, Екатерина Фёдоровна

### 27-й выпуск, 1854 год
- Баранова, Анна Дмитриевна
- Вахтина, Александра Николаевна
- Веселаго, Мария Герасимовна, сестра адмирала 
М. Г. Веселаго, в замужестве Жданова, жена генерал-лейтенанта В. П. Жданов
- Воейкова, Ольга Петровна
- Дворецкая,Мария-Матильда
- Карпека, Александра Николаевна
- Клеменко, Елена Константиновна
- Коноплина, Александра Алексеевна
- Нейдгарт, Варвара Александровна (Начальница Училища Ордена св. Екатерины в Москве)
- Санти, Надежда Александровна (1837—1860), дочь графа А. Л. Санти, жена вице-адмирала Г. И. Руднева
- Тыртова, Мария Ивановна

### 28-й выпуск, 1857 год
- Шамшина, Ольга Ивановна
- Дурново, Александра Николаевна
- Хвицкая, Александра Николаевна
- Ковалькова, Калерия Васильевна
- Сабо, С. И. (Начальница в СПб институте принцессы Ольденбургской)

### 29-й выпуск, 1860 год
- Фомина, Елисавета Петровна
- Бирилёва, Ольга, Алексеевна
- Карпова, Ольга, Алексеевна
- Обухова, Дарья, Иосифовна
- Трескина, Александра Алексеевна
- Люба, Александра Николаевна
- Ефимьева, А. П. (Была врачом в СПб Елизаветинской детской больнице)

### 30-й выпуск, 1862 год
- Цевловская, Елизавета Николаевна, в замужестве Водовозова
- Рашет, Мария Ивановна
- Малофеева, Мария Ивановна
- Лейхтфельд, Александра Николаевна

### 31-й выпуск, 1863 год
- Григорьева, Александра Алексеевна
- Измайлова, Мария Ивановна
- Лунина, Мария Ивановна
- Ляпунова, Александра Николаевна

### 32-й выпуск, 1864 год
- Гаттенбергер Елена Константиновна

### 33-й выпуск, 1865 год
- Ватсон, Мария Валентиновна (1848—1932) — русская поэтесса, переводчица, автор книг и статей о писателях.
- Григорьева, Ольга Алексеевна
- Ковальская, Неонила Андреевна
- Михайлова, Ольга Ивановна
- Скворцова, Ольга Ивановна
- Попова, Ольга Петровна

### 34-й выпуск, 1866 год
- Рубан, Людмила, Иосифовна
- Скворцова, Мария Ивановна
- Филиппова, Мария Александровна
- Шелковникова, Александра Николаевна

### 35-й выпуск, 1867 год
- Забусова, Ольга Ивановна
- Лихачёва Елизавета Фёдоровна
- Петерсен, Ольга Карловна
- Попова, Лидия Петровна
- Пушкина, Мария Львовна племянница А. С. Пушкина

### 36-й выпуск, 1868 год
- Мертваго, София Петровна
- Чекмарёва, Ольга Ивановна
- Корнилович, Анна Балтазаровна

### 37-й выпуск, 1869 год
- Бельгард, Варвара Валерьяновна
- Левицкая, Александра Николаевна
- Дегаева, Мария Петровна

### 38-й выпуск, 1870 год
- Гаттенбергер, Ольга Константиновна
- Мизко-Василевская, Мария Ивановна
- Воронихина, Александра Николаевна
- Востросаблина, Александра Николаевна

### 39-й выпуск, 1871 год
- Орфанова, Мария Ивановна
- Сухотина, Александра Николаевна

### 40-й выпуск, 1872 год
- Тарасова, Надежда Трофимовна

### 41-й выпуск, 1873 год
- фон Зонн, Ольга Карловна
- Воейкова, Мария Петровна
- Павловская, Мария Ивановна
- Шустова (в замужестве
Гриипенберг), Александра Николаевна

### 42-й выпуск, 1874 год
- Графиня Ребиндер, Ольга Карловна
- Елисеенкова, Мария Ивановна
- фон Кремер, Мария Ивановна
- Редингер, Александра Николаевна
- Синбугина, Александра Николаевна
- Попова, Калерия Михайловна

### 43-й выпуск, 1875 год
- Айгустова, Ольга Алексеевна
- Бельгард, Мария Валерьяновна
- Беляева, Мария Васильевна
- Колпаковская, Мария Герасимовна
- Чекмарёва, Мария Ивановна
- Четыркина, Мария Ивановна

### 44-й выпуск, 1876 год
- Баранова, Анна Константиновна
- Дмитриева, Вера Константиновна
- Радомская, Мария Ивановна
- Попова, Анна Николаевна
- Малевская-Малевич, Елизавета Юрьевна
- Ешевская, Александра Степановна
- Голубинина, Вера Ефимовна

### 45-й выпуск, 1877 год
- Ангер, Александра (1859—1942) — финская оперная певица, педагог по вокалу, профессор Хельсинкской консерватории
- Гаттенбергер, Варвара Николаевна
- Лебедева, Анна Ивановна
- Васильева, Ольга Ивановна
- Винчи Мария-Ольга Викторовна (Викентьевна) (1856-?)
- Зварковская, Лидия Александровна
- Бородухина, Мария Ивановна
- Филатьева, Александра Николаевна
- Михайлова, Мария Афанасьевна
- Ковальковская, Антонина Леопольдовна
- Иванова, Анна Алексеевна
- Колпаковская, Александра Герасимовна
- Реми, Надежда Фридриховна
- Скоповская, Людмила Викторовна

### 46-й выпуск, 1878 год
- фон Беринг, Ольга Ивановна
- Винчи, Елизавета Викторовна (Викентьевна) (В замужестве Лоферт) (1858-19?) — в 1903—1918 — начальница приюта Господа нашего Иисуса Христа в память отрока Василия, Императорского Человеколюбивого Общества. Гатчинская,5 Санкт-Петербург.
- Рыжова, Ольга Алексеевна
- Стрижева, Мария Максимовна
- Дмитриева, Мария Константиновна
- Дмитриева, Анастасия Ивановна

### 47-й выпуск, 1879 год
- Тяжельникова, Ольга Ивановна
- Калмыкова, Лидия Александровна
- Захарова, Мария Ивановна
- Мищенко, Мария Ивановна
- Руадзе, Мария Ивановна
- Рева, Надежда Андреевна
- Реми, Серафима Фридриховна

### 48-й выпуск, 1880 год
- Лебедева, Ольга Ивановна
- Воейкова, Надежда Николаевна
- Дацкова, Мария Ивановна
- Доливо-Добровольская-Евдокимова, Александра Викторовна — графиня, дочь генерал-майора, графа Виктора Яковлевича Доливо-Добровольского-Евдокимова (1825—1869).
- Бугреева, Александра Николаевна
- Де-Тулуз-Лотрек, Александра Валериановна (1864—1942) (по мужу Александра Валериановна Гогель) — графиня, дочь генерал-лейтенанта, графа Валериана Александровича де Тулуз-Лотрека (1811—1881)

### 49-й выпуск, 1881 год
- Её королевское величество Зорка-Любица Николаевна, дочь Николая I, короля Черногории и королевы Милены, супруга короля Петра I Караджоржевича Черногорскаго)
- Лебедева, Мария Васильевна
- Величковская, Наталья Константиновна
- Княжна Урусова, Лидия Александровна
- Барышникова, Александра Николаевна
- Спекторская, Александра Николаевна
- Быстрова, Анна Александровна
- Попова, Мария Николаевна
- Лутковская, Софья Владимировна
- Термен, Мария Эмилиевна
- Княжна Дворецкая,Александра Николаевна

### 50-й выпуск, 1882 год
- Милица Николаевна (1866—1951) — Великая княгиня, супруга великого князя Петра Николаевича.
- Голохвастова, Александра Алексеевна (1866—193*) — дочь титулярного советника Алексея Петровича Голохвастова[5]
- Доливо-Добровольская-Евдокимова, Юлия Викторовна — графиня, дочь генерал-майора, графа В. Я. Доливо-Добровольского-Евдокимова (1825—1869).
- Попова, Анна Михайловна

### 51-й выпуск, 1883 год
- Соколова, Елисавета Ивановна
- Баронесса Бойе, Александра Алексеевна
- Беляева, Мария Тимофеевна
- Богдановская (в замужестве Попова), Вера Евстафьевна

### 52-й выпуск, 1884 год
- Великая княгиня Анастасия Николаевна
- Дьяконова, Лидия Александровна
- Рукина, Варвара Николаевна
- Манштейн, Надежда Андреевна
- Попова, Евгения Александровна
- Жонголович, Антонина Юрьевна

### 53-й выпуск, 1885 год
- Баронесса Бойе, Ольга Алексеевна
- Грессер, Александра Николаевна
- Вельк, Архелая Карловна
- Княжна Оболенская, Ольга Владимировна
- Толстая, Екатерина Анатолиевна

### 54-й выпуск, 1886 год
- Бельгард, Софья Карловна (1867—?), дочь К. А. Бельгарда воспитывалась в институте с 1881 года
- Голохвастова, Ольга Алексеевна
- Горлова, Александра Николаевна
- Добровольская, Надежда Владимировна
- Попова, Надежда Александровна

### 55-й выпуск, 1887 год
- Баранова, Мария Павловна
- Гобято, Александра Николаевна
- Казнакова, Лидия Васильевна
- Попова, Мария Михайловна
- Попова, Мария Александровна
- Попова, Евлалия Андреевна
- Скугаревская, Ксения Николаевна (в замужестве Россолимо) (1871—1952) — мать шахматиста Николая Россолимо.

### 56-й выпуск, 1888 год
- Княжна Голицына, София Эммануиловна (1869—1942) — дочь Эммануила Васильевича и Анастасии Михайловны; с 1892 — супруга Василия Михайловича Наумова (ум. 1905)[6].
- Бубнова, Лидия Александровна
- Гумилевская, Лидия Александровна
- Тыртова, Ольга Алексеевна
- Алексеева, Мария Ивановна

### 57-й выпуск, 1889 год
- Княжна Голицына, Надежда Эммануиловна (1871—1938) — дочь Эммануила Васильевича и Анастасии Михайловны; расстреляна[6].
- Федюшкина, Александра Николаевна
- Захарова, Мария Петровна (в замужестве Худобина) (1871—1949)
- Оленина, Мария Григорьевна (в замужестве Розе) (1872—1942)

### 58-й выпуск, 1890 год
- Полторанова, Александра Николаевна
- Сороко, Александра Николаевна
- Аристова Надежда Николаевна, дочь действительного статского советника Николая Яковлевича и Ольги Петровны

### 59-й выпуск, 1891 год
- Елена Черногорская (1873—1952) — Принцесса Черногории, в браке с Виктором Эммануилом III королева Италии и Албании, императрица Эфиопии.
- Голицына, Варвара Николаевна (1873—1931) — княжна, дочь князя Н. Н. Голицына и жена сенатора Е. А. Пушкина
- Новикова (в замужестве Котельникова), Екатерина Ал.
- Шевцова, Александра Николаевна

### 60-й выпуск, 1892 год
- Абаза, Ольга Ивановна
- Мягкова, Ольга Ивановна
- Ивашкевич, Мария Ивановна
- Попова, Анна Владимировна
- Рапп (в замужестве Де Опик), Людмила Владимировна

### 61-й выпуск, 1893 год
- Энегельм, Екатерина Фёдоровна в замужестве кн. Багратион-Мухранская (1889—1993) — дочь контр-адмирала Ф. П. Энегельма, в 1904 вышла замуж за князя Давида Георгиевича Багратион-Мухранского.
- фон Штакельберг, Лидия Александровна в замужестве Тиссаревская (1874—192*) — баронесса, дочь барона, генерал от инфантерии в отставке А. К. Штакельберга (1818—1895)
- Эммануель, Лидия Александровна
- Добровольская, Анна Адамовна
- Грессер (в замужестве Баратова), Вера Николаевна
- Алексеевская, Ольга Ивановна
- Драшковская (в замужестве Баумгарт), Вера Ивановна (мать Е. А. Княжецкой)
- Бартошевич Александра Владимировна (в замужестве Шереметевская)

### 62-й выпуск, 1894 год
- Петрова (в замужестве Адамова),
Клавдия Андреевна
- Шилейко, Ольга Ивановна
- Скалон, Анна Александровна
- Аристова, Надежда Николаевна.

### 63-й выпуск, 1895 год
- Бибикова (в замужестве Татищева), Варвара Михайловна
- Глотова, Ольга Ивановна
- Рубан, Мария Ивановна
- Эрдели, Ксения Александровна

### 64-й выпуск, 1896 год
- Лебедева, Зинаида Алексеевна
- Попова, Софья Алексеевна
- Россет, Нина Сильвестровна, дочь генерал-майора, Сильвестра Оттовича и Ольги Никифоровны

### 65-й выпуск, 1897 год
- Алексеевская, Надежда Андреевна
- Попова, Людмила Павловна

### 66-й выпуск, 1898 год
В 2022 г. А. Л. Галкиным найден альбом Зинаиды Александровны Лебедевой, дочери генерала от инфантерии Александра Николаевича Лебедева.
- Княжна Александрова, Татьяна Владимировна (в списке З. А. Лебедевой отсутствует)
- Шарбау, Елена Фёдоровна (в списке З. А. Лебедевой отсутствует)
- Попова Елена Константиновна (в списке З. А. Лебедевой отсутствует)
- Азаревич Ольга Яковлевна (список З. А. Лебедевой, и далее)
- Алимова Елена Александровна
- Барташевич Мария Александровна
- Басова Екатерина Павловна
- Василевская Мария Степановна
- Валюжинич Ванда Леонардовна
- Глотова Анна Ивановна
- Групен Мария Петровна
- Измалкова Варвара Петровна
- Кременецкая Елена Александровна
- Лебедева Зинаида Александровна
- Либина Екатерина Владимировна
- Нозикова Мария Петровна
- Попова Елена Павловна
- Савина Александра Александровна
- Соколова Маpия Михайловна
- Шевич Конкордия Степановна
- Ширская I Анна Семёновна
- Ширская II Надежда Семёновна
- Язикова Ольга Николаевна

### 67-й выпуск, 1899 год
- Дмитриева, Мария Александровна
- Чекина, Анна Дмитриевна (в замужестве Лачина; внучатая племянница Николая Александровича Качалова)
- Маслова, Надежда Антониевна (урождённая Веселовская)

### 68-й выпуск, 1900 год
- Беляева, Мария Петровна
- Беляева, Ольга Петровна
- Добролюбова, Мария Михайловна
- Порохина, Наталья Константиновна
- Баронесса Кулёмина Надежда Александровна, дочь генерал-майора Кулёмина Александра Владимировича и Елизаветы Викторовны
- Баронесса Сафонова Елена Александровна

### 69-й выпуск, 1901 год
1901 г. Выпуск 69.
1.  Аристова Ольга Николаевна — дочь д. ст. сов. Николая Яковлевича и Ольги Петровны.
2.  Богаевская Александра Алексеевна — дочь полковника и Анны Александровны; окончила пед. кл. при Имп. Восп. Общ.
3.  Брадке фон Наталия Михайловна — дочь ст. сов. Михаила Михайловича; замужем за товарищем прокурора Волковым.
4.  Верба Мария Федоровна — дочь ген.-майора Фёдора Семёновича; замужем за Помазанским.
5.  Вилькен Мария Дмитриевна — дочь тайн. сов., члена Консультации при Мин. Юст. и Тов. Предс. Гл. Упр. Крас. Креста Дмитрия Рудольфовича; замужем за А. Ладыженским.
6.  Виноградова Надежда Николаевна — дочь ст. сов. Николая … и Веры Павловны; замужем за Кульчевским.
7.  Влезкова Марина Ивановна — дочь тайн. сов. Ивана Ивановича; замужем за Стасюлевичем.
8.  Воронянская Екатерина Леонидовна — дочь полковника Леонида Петровича и Прасковьи Ивановны, замужем за бароном Нольде.
9.  Воронянская Ольга Леонидовна — сестра предыдущей; классная дама въ Харьковском инст. Императрицы Марии Феодоровны.
10. Вреде бар Айна-Эдит-Хильдегарда Атлевна — Баронесса, дочь гражд. инженера.
11. Гриценко Елена Сергеевна — дочь полковника Сергея Марковича; замужем за Шиманским.
12. Дейбнер Людмила Леонтьевна — дочь контр-адмирала Леонтия Александровича; замужем за Дуловым.
13. Дзебановская Е. П.
14. Дмитриева Зоя Александровна — дочь д. ст. сов. Александра Васильевича; замужем за Воробьёвым.
15. Дорошевская Вера Николаевна — дочь ген.-майора Николая Федоровича; замужем за Николиным.
16. Зборомирская Мария Львовна — дочь шт.-ротмистра Льва Михайловича; замужем за помощником предводителя дворянства Сумского уезда, Игнатовым.
17. Зеленина Ольга Николаевна — дочь д. ст. сов. Николая Михайловича; замужем за Сафоновым.
18. Измалкова Ольга Николаевна — дочь ст. сов.; окончила съ шифром; драматическая артистка.
19. Ильченко Татиана Владимировна — дочь подполковника Владимира Ильича; замужем за фон-Отто.
20. Карпова Ольга Дмитриевна — дочь ген.-майора Дмитрия Николаевича; замужем за Гомолицким.
21. Кареева Ольга Сергеевна — дочь ген.-майора Сергея Алексеевича.
22. Кнорринг фон Надежда Николаевна — дочь ген.-майора Николая Густавовича; окончила пед. кл. при Имп. Восп. Общ.
23. Кованько Алла Данииловна — дочь ст. сов. Даниила Николаевича; замужем за Бехтеевым.
24. Козловская Любовь Павловна — дочь ст. сов. Павла Степановича и Веры Петровны.
25. Красовская Ольга Васильевна — дочь ст. сов. Василия Афанасьевича и Надежды Ивановны; замужем за Лишиным.
26. Лиственникова Александра Владимировна — дочь полковника Владимира Григорьевича и Флорентины Адольфовны; окончила пед. кл. при Имп. Восп. Общ.
27. Лопацинская Анастасия Мариановна — дочь подполковника Мариана Генриховича; окончила пед. кл. при Имп. Восп. Общ.; замужем за Керсновским.
28. Макарова Варвара Николаевна — дочь ген.-майора Николая Аркадиевича и Ольги Николаевны.
29. Мясоедова Вера Николаевна — дочь д. ст. сов. Николая Александровича; замужем за Крыловым.
30. Новаковская Нина Александровна — дочь ст. сов. Александра и Неонилы Ивановны; окончила Академию Художеств со званием архитектора.
31. Огиевская Людмила Ивановна — дочь ген.-майора Ивана Гаврииловича и Ядвиги Менардовны.
32. Подгаецкая Евгения Николаевна — дочь полковника Николая … и Марии Николаевны; замужем за ст. сов. Тартаковским.
33. Самойлова Евгения Михайловна — дочь д. ст. сов. Михаила Ивановича и Елены Васильевны; окончила пед. кл. при Имп. Восп. Общ.
34. Сельверберг М. О.
35. Скороделова Анастасия Константиновна — дочь ст. сов. Константина … и Наталии Васильевны.
36. Смирнская Мария Николаевна — дочь ген.-майора Николая … и Марии Павловны.
37. Северова Надежда Павловна — дочь ст. сов. Павла Васильевича; окончила пед. кл. при Имп. Восп. Общ. и Высш. Женск. Курсы; замужем за Ивашкевичем.
38. Тарарина Елена Васильевна — дочь полковника Василия Данииловича и Александры Филаретовны; замужем за старш. лейтенантом Алышевским.
39. Ткаченко Елена Григорьевна — дочь полковника Григория Григориевича и Мариониллы Константиновны.
40. Ушакова Нина Антоновна — дочь полковника Антона Ивановича.
41. Хоменко Татиана — Владимировна — дочь капитана I ранга Владимира Гаврииловича и Надежды Ивановны; окончила СПБ. Консерваторию; замужем за Белявским.
42. Черкасова Ольга Ниловна — дочь капитана I ранга Нила Васильевича.
43. Чернцова Елисавета Васильевна — дочь д. ст. сов. Василия Васильевича; окончила пед. кл. при Имп. Восп. Общ.; замужем за инженером Дейсмонтом.
44. Шацилло-Куликовская Валерия Ивановна — дочь ген.-майора.
45. Штыркович-Шнырко С. М.
46. Штанкельберг фон, бар М.Ф.
47. Штанкельберг фон, бар О.Ф.
48. Шустова Татьяна Николаевна — дочь ст. сов. Николая Николаевича и Любовь Георгиевны.
49. Юницкая Ольга Николаевна — дочь ст. сов. Николая Ивановича и Надежды Петровны; окончила с шифром; служит в Международном банке.
50. Якубовская Людмила Михайловна — дочь старшего инженер-строителя Михаила Ильича; замужем за Познанским.
- Новаковская, Нина Александровна
- Богаевская, Александра Алексеевна
- Дмитриева, Зоя Александровна
- Аристова,Ольга Николаевна, дочь действительного статского советника Николая Яковлевича и Ольги Петровны

### 70-й выпуск, 1902 год
- Елена Петровна Сербская (1884—1962) — супруга князя императорской крови Иоанна Константиновича, урождённая принцесса Сербская, дочь сербского короля Петра I из династии Карагеоргиевичей и принцессы Зорки Черногорской (1864—1890).
- Лебедева, Анна Алексеевна
- Лебедева, Мария Яковлевна
- Волькенау, Ольга Ивановна (1884—1920) — дочь генерала Ивана Васильевича Волькенау (1848—1908) и Ольги Эдуардовны урожд. Тотлебен(1858—1899)

### 71-й выпуск, 1903 год
- Гаттенбергер, Ольга Петровна
- Кушлянская, Елена Апполинарьевна
- Воронцова-Вельяминова, Мария Ивановна
- Мосолова (урож. Жаботинская),Ольга Владимировна
- Тяжелова, Елена Александровна

### 72-й выпуск, 1904 год
- Лебедева, Калерия Николаевна
- Новосёлова, Ольга Ивановна
- Мешкова, Ольга Алексеевна
- Куколь-Яснопольская, Александра Николаевна
- Королькова, Наталья Александровна
- Кнорринг Евдокия Николаевна
- Оболенская (Репня), Ксения Ивановна
- Попова, Инна Владимировна
- Люцканова, Радость (дочь болгарского посланника)

### 73-й выпуск, 1905 год
- Петровская (в замужестве Мещанинова), Александра Александровна
- Тхоржевская (в замужестве Эрдели), Наталия Корнельевна
- Николаевская, Ольга Ивановна
- Кравченко, Александра Николаевна
- Летягина, Марина Яковлевна
- Бондырева (в замужестве Гилевская), Мария Павловна, дочь губ. секр. Павла Михайловича
- Медведева Ольга Михайловна (в замужестве Чернозатонская)

### 74-й выпуск, 1906 год
- Булыгина, Дарья Николаевна
- Баранова, Нина Николаевна
- Графиня Армфельт, Александра Николаевна
- Попова, Евгения Петровна/в замужестве Карлстэдт/
- Беридзе, Нина Иосифовна — дочь полковника Иосифа Бежановича и Анны Ивановны; замужем за Бондаревым; Житецкая (по второму браку)

### 75-й выпуск, 1907 год
- Языкова, Глафира Александровна
- Баранова, Вера Петровна
- Попова, Мария Павловна
- Попова, Мария Сергеевна
- Игельстром (в замужестве Постовская), София Генриховна
- Младенцова (в замужестве Грудзинская), Анна Дмитриевна
- Логинова Надежда Александровна
- Овчинникова (Власова) Екатерина Семёновна

### 76-й выпуск, 1908 год
- Нелидова, Ольга Ивановна
- Мессинг, Мария Ивановна
- Федоровская, Александра Николаевна
- Ильинская, Наталия Викторовна
- Берёзина, Валентина Георгиевна
- Попова, Елена Сергеевна
- Шипова, Александра Павловна, замужем за полковником лейб-гвардии Кирасирского полка Н. А. Петровским.

Васильева Раиса Ильинична

### 77-й выпуск, 1909 год
- Рогович, Мария Михайловна
- Устругова, Лидия Александровна
- Добровольская, Надежда Михайловна
- Попова, Вера Павловна
- Паруцкая, Мария Васильевна

### 78-й выпуск, 1910 год
- Хитрово (в замужестве Эрдели), Маргарита С.
- Рипке, Ольга Ивановна
- Кублицкая, Татьяна Петровна
- Андреева, Александра Николаевна

Ильина, Анна Дмитриевна(дочь действительного статского советника Ильина Дмитрия Петровича, В замужестве Рожнова)

### 79-й выпуск, 1911 год
- Буткевич, Наталия Николаевна
- Лысова (в замужестве Захарченко-Шульц), Мария Владиславовна
- Комарова (в замужестве Оболенская), Нина Петровна — поэтесса Хабиас.
- Перекрестова (в замужестве фон Гессе), Ольга Сергеевна
- Попова, Зоя Николаевна
- Попова, Ксения Сергеевна

### 80-й выпуск, 1912 год
- Милоданович, Елена Евгениевна
- Жукова, Наталья Константиновна
- Толченкова, Наталья Константиновна
- Чистоткина, Надежда Сергеевна
- Реймерс, Ольга Алексеевна
- Павлова, Мария Ивановна
- Тимофеева, Александра Николаевна
- Баронесса фон дер Ропп, Мария Васильевна
- Антипина, Мария Васильевна
- Путник, Радойка (дочь сербского воеводы)
- Семевская, Наталья Васильевна

### 81-й выпуск, 1913 год
- Дмитриева, Анна Петровна
- Комарова, Елена Петровна (1899 — 5 октября 1976, Москва)
- Малама, Елена Владимировна (1897—19??) (дочь надв. сов. Владимира Валериановича и Ольги Болеславовны (урожд. Новицкой), племянница Александра Валериановича Маламы, егермейстера Двора Е. И. В. Николая II
- Милоданович, Ольга Евгениевна
- Павлова, Ольга Ивановна
- Тавастшерна, Наталья Александровна
- Шамиль, Нафисат (внучка Шамиля)
- Хроновская, Мария Ивановна (1895—1969) (в замужестве Устругова), дочь действительного статского советника Ивана Нероновича и Марии Фёдоровне (урожд. Тарусина)

- Мария Хроновская

- Беридзе Тамара Иосифовна — дочь полковника Иосифа Бежановича и Анны Ивановны
- Вагапова Мадина Ибрагимовна (1895—197?)

### 82-й выпуск, 1914 год
- Бао (в замужестве Лавровская), Наталья Константиновна
- Чекмарёва (в замужестве Гансон), Анна Викторовна
- Друцкая, Надежда Сергеевна
- Розе, Зинаида Константиновна
- Баронесса де Боде, София Николаевна (Первопоходник)
- Сулина, Ольга Ивановна
- Чистоткина, Наталья Сергеевна
- Армфельт, Ольга Карловна
- Беляева, Екатерина Сергеевна
- Попова, Наталья Павловна
- Грюнбладт, Александра Ивановна
- Некрасова, Маргарита Михайловна
- Кривоносова, Елена Васильевна
- Боруцкая, Надежда Ипполитовна

### 83-й выпуск, 1915 год
- Кулакова (в замужестве Дормуа), Евгения Дмитриевна
- Аристова, Елизавета Фёдоровна
- Громова, Зоя Павловна
- Калишевич Нина Александровна (1898-1981), дочь православного священника Калишевич Александра, г. Белосток (Польша)

### 84-й выпуск, 1916 год
- Длузская, Ирэна Станиславовна
- Калабина, Александра Дмитриевна

### 85-й выпуск, 1917 год
- Кононова Виктория В. (отчество утеряно)
- Кологривова Надежда Алексеевна, родилась 14.10.1900 г. в Курске, дочь действительного статского советника, Суджанского потомственного дворянина Кологривова Алексея Николаевича окончила Смольный с Похвальной грамотой и получила медаль, в замужестве Павлинова, Брак. 26 июля 1951 году окончила Высшую школу Восточных языков в Париже. 12 июня 1966 года награждена орденом «Пальмовая ветвь». Умерла во Франции 11.07.1994, захоронена в городе Мант.
- Солнцева Нина Анатольевна (1900—1970), в замужестве Давыдова.
- Мицкевич, Нина Захаровна, дочь директора Имп. Училища Правоведения, расстреляна в СССР.
- Шокрова (в замужестве), Анастасия (отчество было в списках утеряно или не точно)
- Крубер Нина Владимировна (1900—2004), в замужестве Костенко — Радзиевская, умерла в США
- Панченко Лидия Сергеевна (1900—1984), в замужестве Перова.
- Ганюшкина Анна Фёдоровна
- Милица Евгеньевна Энвальд, дочь русского генерала. Мать Марины Влади. Дружила с Кологривовой Надеждой (Надюка).
- Петошина Вера Васильевна (1900—1973)
- Изотова Варвара Анатольевна (1899—1968) Воспитаница смольного института.
- Горчакова Анастасия Михайловна (1900—1970) Воспитаница смольного института.
- Перепелицына Евдокия Тихоновна (1900—1979), дочь коллежского советника Перепелицына Тихона Петровича

### 86-й выпуск, 1919 (Новочеркасск)
- Mаксимович, Александра Анатольевна (в замужестве Афанасьева) (1901—1988), дочь генерал-майора Максимовича, Анатолия Александровича.

### год не точно
- Абакумова Екатерина Львовна (в замужестве Геккер) (1897—1950) (супруга Геккера Романа Фёдоровича). Год выпуска 1916.
- Абакумова Ольга Львовна (19??-196?).
- Соколова Надежда Михайловна (в замужестве Дурново) (1873—1955).
- Лури Вера Григорьевна (1896-?). Дочь надворного советника. Вышла замуж в 1917 г. за Матросова Николая Алексеевича.
- Люблинская Ольга Ивановна.
- Гинденбург Анна Вильгельевна.
- Лебедева Анастасия Васильевна (19.04.1893-25.01.1972).
- Четыркина Анна Захаровна (1889—1968).
- Баронесса Будберг Мария Игнатьевна (в базе выпускниц значится Будберг Мария Бурхартовна Архивная копия от 4 марта 2016 на Wayback Machine: воспитанница, 1914, приготовительный класс)
- Вербицкая, тётя поэта Велимира Хлебникова — окончила с золотой медалью. Её сестра Екатерина Николаевна, мать поэта, также училась в институте, но ушла на курсы медсестёр во время Русско-турецкой войны, не окончив обучения.
- Графиня Старчак Александра Николаевна (была направлена в Институт благородных девиц в 1914 г., но не окончила его из-за начала Революции).
- Иволина Александра Георгиевна (1905—1976) (дочь священника Томской епархии Георгия Иволина, училась с 1911 по 1917)
- Каменская Варвара Васильевна (27.11.1903 — 24.08.1987). Воспитаница Смольного института благородных девиц.
- Костевич (в замужестве Лобенко) Любовь Гавриловна (1903—1986). Воспитаница Смольного института благородных девиц. Где-то в 1916 пришлось переехать в Воронеж, где отец был назначен становым приставом.
- Сантагано-Горчакова, Александра Александровна, урождённая Мезенкампф (ок. 1860; возможно, училась не в Институте благородных девиц, а в Петербургском Патриотическом институте)
- Серебрякова (в замужестве Щербакова) Раиса Васильевна (1900—198..)
- Ухтомская Алла Фёдоровна (1904—1976)
- Ухтомская Кира Фёдоровна (1906—1971)
- Шмидт Мария Генриховна (1902). Воспитанница Смольного института.
- Никанорова (в замужестве Шитова) Александра Акимовна (1906—19??). Обучалась с 1913 до 1918 года (5 лет). Пришлось с матерью и двумя братьями покинуть Петроград из-за Революции (отца — главного инженера Путиловского завода — убили).